# Lịch sử hành chính Cần Thơ
Cần Thơ là thành phố trực thuộc trung ương nằm ở trung tâm thuộc Đồng bằng sông Cửu Long, Việt Nam.

## Thành lập tỉnh Cần Thơ

### Thời Chúa Nguyễn và Nhà Tây Sơn
Vào năm Mậu Tý 1708, ông Mạc Cửu dâng đất Hà Tiên cho chúa Nguyễn Phúc Chu. Vùng Cần Thơ lúc ấy vẫn chưa được tổ chức thành một đơn vị hành chánh của Hà Tiên.
Sau khi Mạc Cửu mất vào năm Ất Mão 1735, Mạc Thiên Tứ nối nghiệp cha, khai phá thêm vùng hữu ngạn sông Hậu. Năm Kỷ Mùi 1739, Mạc Thiên Tứ thành lập thêm 4 vùng đất mới ở phía hữu ngạn sông Hậu để sáp nhập vào đất Hà Tiên: Long Xuyên (Cà Mau), Kiên Giang (Rạch Giá), Trấn Giang (Cần Thơ) và Trấn Di (Bắc Bạc Liêu).
Năm 1739, vùng đất Cần Thơ được khai mở và chính thức có mặt trên dư đồ Việt Nam với tên gọi là Trấn Giang, do Mạc Thiên Tích có công khai phá cùng thời với đất Cà Mau, Rạch Giá và Bắc Bạc Liêu. Sau đó cùng sáp nhập vào đất Hà Tiên. Mạc Thiên Tích đã sớm nhận thấy vị trí chiến lược của Trấn Giang – là hậu cứ vững chắc cho Hà Tiên trong việc chống lại quân Xiêm và quân Chân Lạp – nên đã tập trung xây dựng nơi đây thành Thủ sở với các thế mạnh cả về quân sự lẫn kinh tế và văn hoá.
Năm 1771, quân Xiêm tấn công Hà Tiênnhưng không chiếm được Trấn Giang. Năm 1774, nghĩa quân Tây Sơn kéo quân vào Nam đánh chiếm thành Gia Định, sau đó kéo xuống miền Tây và Trấn Giang. Sau trận Rạch Gầm – Xoài Mút (tháng 1 năm 1785), vào năm 1787 quân Tây Sơn rút khỏi các dinh trấn miền Tây, Trấn Giang trở lại dưới quyền bảo hộ của Nhà Nguyễn. Suốt thập niên 70 của thế kỷ XVIII, Trấn Giang trở thành một cứ điểm quan trọng và phát triển mạnh trong bối cảnh lịch sử đầy xáo động.
Năm 1808, dưới triều vua Gia Long, đất Trấn Giang thuộc trấn Vĩnh Thanh (trước đó từng có tên là dinh Long Hồ, dinh Hoằng Trấn, Vĩnh Trấn), một trong 5 trấn của Gia Định bấy giờ là: Phiên An, Biên Hoà, Vĩnh Thanh, Định Tường và Hà Tiên. Năm Quý Dậu 1814 (năm Gia Long thứ 12), huyện Vĩnh Định được thành lập. Vùng Cần Thơ thuộc huyện Vĩnh Định (Nam sông Hậu), trấn Vĩnh Thanh (có 2 huyện: Vĩnh An và Vĩnh Định), phủ Định Viễn. Huyện Vĩnh Định có vị trí địa lý: Đông giáp biển, Tây giáp Cao Miên, Nam giáp Hà Tiên, Bắc giáp huyện Vĩnh An và huyện Bình Minh. Vào thời Gia Long, huyện Vĩnh Định chưa chia tổng. Tổ chức hành chánh của huyện được chia thành 37 thôn.
Năm 1832, dưới triều vua Minh Mạng, ngũ trấn được đổi thành lục tỉnh là Biên Hoà, Gia Định, Định Tường, Vĩnh Long, An Giang và Hà Tiên. Đất Cần Thơ ngày nay (tức Trấn Giang ngày xưa) được lập thành huyện Vĩnh Định và cắt về phủ Tân Thành, tỉnh An Giang. Do có nhiều cuộc nội loạn ở vùng Nam Bộ, đặc biệt là cuộc nổi dậy của Lê Văn Khôi (1833–1835) nên thủ sở Trấn Giang vào thời Minh Mạng được tái thiết. Với tiềm năng kinh tế và vị trí địa lý của mình, thương mại Trấn Giang – Cần Thơ đã phát triển khá mạnh với chợ Sưu ở gần bến sông Cần Thơ, chợ Tân An liền hướng bến sông Bình Thủy và chợ Thới An Đông trên vùng gần cửa sông Ô Môn.
Vào năm Minh Mạng thứ 17 (Bính Thân 1836), địa bạ tỉnh An Giang (2 phủ, 4 huyện, 18 tổng, 161 thôn) được hoàn thành. Huyện Vĩnh Định có 4 tổng là Định An, Định Bảo, Định Khánh và Định Thới, phân cấp hành chánh cơ sở thành 30 thôn.
Năm 1839 (năm Minh Mạng thứ 20), huyện Vĩnh Định lại được đổi tên thành huyện Phong Phú, và cho huyện Phong Phú thuộc về phủ Tuy Biên (Châu Đốc), tỉnh An Giang. Huyện Phong Phú có 3 tổng và 31 thôn với huyện trị đặt tại thôn Tân An, ven bờ sông Cần Thơ.
Đến cuối thế kỷ 19, đầu thế kỷ 20 là giai đoạn lịch sử có nhiều biến động dữ dội ở Nam Kỳ lục tỉnh. Thực dân Pháp chiếm 3 tỉnh miền Đông Nam Kỳ (Biên Hòa, Gia Định, Định Tường) theo hoà ước nhượng bộ của Nhà Nguyễn vào năm 1862. Vào các ngày 20, 22 và 24 tháng 6 năm 1867, Pháp vi phạm hòa ước 1862, chiếm 3 tỉnh miền Tây là Vĩnh Long, An Giang và Hà Tiên.

### Thời Pháp thuộc
Ngày 1 tháng 1 năm 1868, Thống đốc Nam Kỳ quyết định sáp nhập huyện Phong Phú với vùng Bãi Sào (Sóc Trăng) lập thành quận đặt dưới sự cai trị của người Pháp, lập Toà Bố tại Sa Đéc. Hạt Sa Đéc (phủ Tân Thành) đặt lỵ sở tại Sa Đéc gồm có 3 huyện: Vĩnh An, An Xuyên và Phong Phú.
Huyện Phong Phú có địa giới hành chính Bắc giáp phủ Tân Thạnh và phủ Lạc Hóa, Tây – Bắc giáp huyện Tây Xuyên, Đông – Nam giáp huyện Vĩnh Định, phía Nam có nhiều rừng tràm và hổ báo. Huyện Phong Phú được phân cấp hành chính cơ sở gồm 8 tổng (3 tổng cũ, 5 tổng mới phía Nam sông Hậu). Vào thời điểm này ở huyện Phong Phú có 5 chợ chính là: Cần Thơ, Ô Môn, Bình Thủy, Trà Niềng và Cái Răng.
Ngày 30 tháng 4 năm 1872, Thống đốc Nam Kỳ ban hành Nghị định về việc sáp nhập huyện Phong Phú với vùng Bắc Tràng (thuộc phủ Lạc Hóa, tỉnh Vĩnh Long trước đây) để lập thành một hạt, đặt Toà Bố tại Trà Ôn. Một năm sau, Tòa Bố từ Trà Ôn lại dời về Cái Răng.
Ngày 23 tháng 2 năm 1876, Thống đốc Nam Kỳ ban hành Nghị định mới lấy huyện Phong Phú và một phần huyện An Xuyên và Tân Thành để lập hạt Cần Thơ với thủ phủ là Cần Thơ. Hạt Cần Thơ thuộc khu vực Bassac (Hậu Giang). Hạt Cần Thơ chia làm 11 tổng, 119 làng, dân số là 53.910 người.
Năm 1899, Pháp đổi các đơn vị hành chính cấp hạt thành tỉnh và huyện đổi thành quận. Tỉnh Cần Thơ được thành lập theo Nghị định ngày 20 tháng 12 năm 1899 của Toàn quyền Đông Dương trên cơ sở đổi tên gọi tiểu khu hay hạt tham biện (arrondissement) thành tỉnh (province), kể từ ngày 1 tháng 1 năm 1900. Như vậy, tỉnh Cần Thơ là một trong 20 tỉnh ở Nam Kỳ lúc bấy giờ.
Năm 1917, tỉnh Cần Thơ có diện tích 2.191 km² và 4 quận: Cầu Kè, Châu Thành, Ô Môn, Phụng Hiệp.
Năm 1921, có thêm quận Trà Ôn. Tỉnh lỵ tỉnh Cần Thơ đặt tại làng Tân An thuộc quận Châu Thành.
Năm 1928, Toàn quyền Đông Dương ban hành Nghị định về việc thành lập các thị xã Bạc Liêu, Cần Thơ, Mỹ Tho, Rạch Giá có Ủy ban thị xã, thị trưởng do chủ tỉnh bổ nhiệm và có ngân sách riêng. Tuy nhiên sau này vẫn thường gọi là thị xã Cần Thơ.
Ngày 30 tháng 11 năm 1934, Toàn quyền Đông Dương ban hành Nghị định về việc sắp xếp đất đai thị xã Cần Thơ thành 5 vùng và 1 vùng ngoại ô để thu thuế thổ trạch.

### Thời kỳ 1945 – 1954
Việt Nam Dân chủ Cộng hòa
Tuy nhiên, trong thời gian chiến tranh Đông Dương, chính quyền kháng chiến của Việt Minh có điều chỉnh một phần địa giới hành chính của tỉnh Cần Thơ.
Năm 1947, chính quyền Việt Nam Dân chủ Cộng hòa thành lập thị xã Cần Thơ thuộc tỉnh Cần Thơ.
Trong 2 năm 1948 và 1949, chính quyền Việt Nam Dân chủ Cộng hòa ban hành Sắc lệnh về việc:
- Sáp nhập huyện Thốt Nốt thuộc tỉnh Long Xuyên; các huyện Long Mỹ, Gò Quao, Giồng Riềng, thị xã thị xã Rạch Giá từ tỉnh Rạch Giá vừa bị giải thể và huyện Kế Sách từ tỉnh Sóc Trăng vào tỉnh Cần Thơ.
- Sáp nhập 2 huyện Trà Ôn và Cầu Kè thuộc tỉnh Cần Thơ vào tỉnh Vĩnh Trà (gồm hai tỉnh Vĩnh Long và Trà Vinh ngày nay).

Quốc gia Việt Nam
Từ năm 1876 đến năm 1954, địa giới hành chính tỉnh Cần Thơ dưới quyền kiểm soát của chính quyền Pháp không có sự thay đổi.

### Thời kỳ 1954 – 1975
Quốc gia Việt Nam và Việt Nam Cộng hòa

#### TỉnhCần Thơ– TỉnhPhong Dinh
Ngày 9 tháng 2 năm 1956, Tổng thống Việt Nam Cộng hòa ban hành Sắc lệnh số 16-NV về việc thành lập tạm thời một tỉnh lấy tên là tỉnh Tam Cần trên cơ sở quận Tam Bình thuộc tỉnh Vĩnh Long; 2 quận: Trà Ôn, Cầu Kè thuộc tỉnh Cần Thơ và Tiểu Cần thuộc tỉnh Trà Vinh. 
Tỉnh Tam Cần có 4 quận: Tam Bình, Trà Ôn, Cầu Kè, Tiểu Cần. Tỉnh lỵ đặt tại Cầu Kè.
Ngày 28 tháng 8 năm 1956, Tổng thống Việt Nam Cộng hòa ban hành Chỉ dụ số 50 về việc bãi bỏ thị xã Cần Thơ và cải biến gọi là xã Cần Thơ.
Ngày 22 tháng 10 năm 1956, Tổng thống Việt Nam Cộng hòa ban hành Sắc lệnh số 143-NV về việc thành lập tỉnh Phong Dinh trên cơ sở đổi tên tỉnh Cần Thơ. Tỉnh lỵ là Cần Thơ.
Ngày 7 tháng 12 năm 1956, Bộ trưởng Nội vụ Việt Nam Cộng hòa ban hành Nghị định số 76-BNV/HC về việc cải biến xã Cần Thơ thành xã Tân An thuộc quận Châu Thành. Ranh giới xã Tân An là ranh giới thị xã Cần Thơ cũ thêm một vùng ở phía bắc.
Ngày 5 tháng 6 năm 1957, Bộ trưởng Nội vụ Việt Nam Cộng hòa ban hành Nghị định số 182-BNV/HC/NĐ về việc ấn định tỉnh Phong Dinh có tỉnh lỵ là Cần Thơ và các đơn vị hành chính:
| Đơn vị hành chính của tỉnh Phong Dinh | Đơn vị hành chính của tỉnh Phong Dinh | Đơn vị hành chính của tỉnh Phong Dinh | Đơn vị hành chính của tỉnh Phong Dinh |
| STT                                   | Quận                                  | Quận lỵ                               | Tổng, xã |
| ------------------------------------- | ------------------------------------- | ------------------------------------- | --- |
| 1                                     | Châu Thành                            | Tân An                                | - Tổng Định An có 7 xã: An Bình, Đông Phú, Giai Xuân, Long Tuyền, Phú Hữu, Phú Thứ, Tân An - Tổng Định Bảo có 7 xã: Nhơn Ái, Nhơn Nghĩa, Mỹ Khánh, Tân Phú Thạnh, Thạnh An, Thường Thạnh, Thường Thạnh Đông                    |
| 2                                     | Phụng Hiệp                            | Phụng Hiệp                            | - Tổng Định Hòa có 4 xã: Đông Phước, Long Thạnh, Tân Bình, Thạnh Hòa - Tổng Định Phước 4 xã: Hiệp Hưng, Hòa Mỹ, Phụng Hiệp, Tân Phước Hưng                                                                                     |
| 3                                     | Ô Môn                                 | Thới An                               | - Tổng Thới Bảo có 7 xã: Bình An, Định Môn, Thới Đông, Thới Lai, Thới Thạnh, Trường Long, Trường Thành - Tổng Định Thới có 5 xã: Phước Thới, Tân Thới, Thới An, Thới An Đông, Thới Long                                        |
| 4                                     | Long Mỹ                               | Long Trị                              | - Tổng An Ninh có 7 xã: An Lợi, Hòa An, Hòa Lựu, Vị Thanh, Vị Thủy, Vĩnh Tường, Vĩnh Thuận Đông - Tổng Thanh Tuyền có 9 xã: Long Bình, Long Phú, Long Trị, Lương Tâm, Phương Bình, Phương Phú, Thuận Hưng, Vĩnh Viễn, Xà Phiên |
| 5                                     | Kế Sách                               | Kế An                                 | - Tổng Định Khánh có 5 xã: An Lạc Tây, An Mỹ, Kế An, Nhơn Mỹ, Thới An Hội - Tổng Định Tường có 4 xã: An Lạc Thôn, Ba Trinh, Phong Nẫm, Xuân Hòa                                                                                |
| Tổng cộng                             | 5 quận                                | 5 quận                                | 10 tổng với 59 xã. |

Ngày 11 tháng 11 năm 1957, Bộ trưởng Nội vụ Việt Nam Cộng hòa ban hành Nghị định số 329-BNV/HC/NĐ về việc sáp nhập cù lao Bần và cù lao Công Điền vào xã Nhơn Mỹ, tổng Định Khánh, quận Kế Sách, tỉnh Phong Dinh thay vì thuộc xã An Mỹ.
Ngày 14 tháng 8 năm 1958, Bộ trưởng Nội vụ Việt Nam Cộng hòa ban hành Nghị định số 447-BNV/HC/P7/NĐ về việc thành lập xã Đại Hải thuộc tổng Định Khánh, quận Kế Sách, tỉnh Phong Dinh trên cơ sở một phần diện tích xã Kế An.
Ngày 16 tháng 9 năm 1958, Tổng thống Việt Nam Cộng hòa ban hành Sắc lệnh số 466-NV về việc sáp nhập quận Kế Sách thuộc tỉnh Phong Dinh vào tỉnh Ba Xuyên.
Ngày 16 tháng 10 năm 1958, Tổng thống Việt Nam Cộng hòa ban hành Nghị định số 573-BNV/HC/P7/NĐ về việc đổi tên quận Ô Môn thuộc tỉnh Phong Dinh thành quận Phong Phú.
Ngày 18 tháng 3 năm 1960, Tổng thống Việt Nam Cộng hòa ban hành Sắc lệnh số 69-NV về việc thành lập quận Đức Long thuộc tỉnh Phong Dinh trên cơ sở 7 xã: An Lợi, Hòa An, Hỏa Lựu, Vị Thanh, Vị Thủy, Vĩnh Tường, Vĩnh Thuận Đông của quận Long Mỹ.
Quận Đức Long có 7 xã: An Lợi, Hòa An, Hỏa Lựu, Vị Thanh, Vị Thủy, Vĩnh Tường, Vĩnh Thuận Đông. Quận lỵ đặt tại xã Vị Thanh. 
Ngày 12 tháng 3 năm 1962, Tổng thống Việt Nam Cộng hòa ban hành Nghị định số 290-NV về việc sáp nhập ấp Phó Đường thuộc xã Hiệp Hưng, quận Phụng Hiệp, tỉnh Phong Dinh vào xã Phụng Hiệp cùng quận.
Ngày 30 tháng 3 năm 1962, Tổng thống Việt Nam Cộng hòa ban hành Nghị định số 349-NV về việc sáp nhập vào xã Nhơn Nghĩa thuộc quận Châu Thành vào một phần đất phía Đông của xã Nhơn Ái cùng quận.
Ngày 2 tháng 7 năm 1962, Tổng thống Việt Nam Cộng hòa ban hành Sắc lệnh số 149-NV về việc:
- Thành lập quận Khắc Nhơn. Quận lỵ đặt tại Bảy Ngàn.
- Thành lập quận Khắc Trung. Quận lỵ đặt tại Cờ Đỏ.[1]

| Đơn vị hành chính của tỉnh Phong Dinh | Đơn vị hành chính của tỉnh Phong Dinh | Đơn vị hành chính của tỉnh Phong Dinh                                               |
| STT                                   | Quận                                  | Tổng, xã                                                                            |
| ------------------------------------- | ------------------------------------- | ----------------------------------------------------------------------------------- |
| 1                                     | Khắc Nhơn                             | Tổng Phong Đa có 6 xã: Chủ Thiện, Lễ Tâm, Tân Bình, Thạnh Hòa, Tân Hòa, Trường Long |
| 2                                     | Khắc Trung                            | Tổng Phong Thuần có 4 xã: Ngôn Thiện, Thạnh Phú, Thới Đông, Thới Lai                |

Ngày 7 tháng 2 năm 1963, Tổng thống Việt Nam Cộng hòa ban hành Nghị định số 129-NV về việc:
- Tách một phần đất của xã Tân An và một phần đất của xã An Bình về phía nam sông Cần Thơ lập thành một xã mới lấy tên là xã Thuận Đức đặt thuộc quận Châu Thành, tỉnh Phong Dinh.
- Sáp nhập ấp Thới Thuận, ấp Thới Hòa, ấp Thới Thanh và cù lao Cái Khế thuộc xã An Bình, quận Châu Thành vào xã Tân An cùng quận.
- Xã An Bình có 3 ấp: Lợi Dủ, Lợi Nguyên, Thới Nhựt.
- Xã Tân An có 8 ấp: An Hội, An Cư, An Lạc, An Nghiệp, An Thạnh, Thới Thuận,[30] Thới Hòa, Thới Thạnh.
- Xã Thuận Đức có 4 ấp: An Hưng, An Phú, Mỹ Hưng, Mỹ Thạnh.[1]

Ngày 28 tháng 6 năm 1963, Tổng thống Việt Nam Cộng hòa ban hành Nghị định số 515-NV về việc định lại ranh giới các xã Ngôn Thiện, Thạnh Phú, Thới Lai thuộc quận Khắc Trung, tỉnh Phong Dinh.
Ngày 20 tháng 4 năm 1964, Thủ tướng Chính phủ Việt Nam Cộng hòa ban hành Nghị định số 806-NV về việc:
- Đổi tên quận Khắc Nhơn thành quận Thuận Nhơn.
- Đổi tên quận Khắc Trung thành quận Thuận Trung.[1]

Ngày 31 tháng 12 năm 1964, Thủ tướng Chính phủ Việt Nam Cộng hòa ban hành Nghị định số 2568-NV về việc dời quận lỵ Thuận Nhơn trước ở Bảy Ngàn đến địa điểm Một Ngàn cùng xã (xã Tân Hòa).
Ngày 5 tháng 2 năm 1965, Thủ tướng Chính phủ Việt Nam Cộng hòa ban hành Nghị định số 215-NV về việc quy hoàn 2 ấp Tân An và Tân Lợi thuộc xã Thới Long, quận Phong Phú, tỉnh Phong Dinh về xã Thuận Hưng, quận Thốt Nốt, tỉnh An Giang.
Ngày 26 tháng 5 năm 1966, Chủ tịch Ủy ban Hành pháp Trung ương Việt Nam Cộng hòa ban hành Nghị định số 896-NĐ/NV về việc thành quận Phong Điền thuộc tỉnh Phong Dinh trên cơ sở xã Cầu Nhiếm (bao gồm một phần đất phía tây xã Trường Thành và một phần đất phía bắc xã Tân Thới) thuộc quận Phong Phú; 3 xã: Nhơn Ái, Nhơn Nghĩa, Mỹ Khánh thuộc quận Châu Thành và xã Trường Long thuộc quận Thuận Nhơn.
Quận Phong Điền có 5 xã: Cầu Nhiếm, Nhơn Ái, Nhơn Nghĩa, Mỹ Khánh, Trường Long. Quận lỵ đặt tại chợ Phong Điền.
Ngày 23 tháng 4 năm 1968, Thủ tướng Chính phủ Việt Nam Cộng hòa ban hành Sắc lệnh số 42-SL/NV về việc thành lập quận Phong Thuận thuộc tỉnh Phong Dinh trên cơ sở 3 xã: Đồng Phú, Phú Hữu thuộc tổng Định An, quận Châu Thành, tỉnh Phong Dinh và 3 xã: An Lạc Thôn, Phong Nẫm, Xuân Hòa thuộc tổng Định Tường, quận Kế Sách, tỉnh Ba Xuyên.
Quận Phong Thuận có 5 xã: Đồng Phú, Phú Hữu, An Lạc Thôn, Phong Nẫm, Xuân Hòa. Quận lỵ đặt tại Cái Côn thuộc xã An Lạc Thôn.

#### TỉnhBạc Liêu– TỉnhSóc Trăng– TỉnhBa Xuyên
Ngày 22 tháng 10 năm 1956, Tổng thống Việt Nam Cộng hòa ban hành Sắc lệnh số 143-NV về việc thành lập tỉnh Ba Xuyên trên cơ sở tỉnh Bạc Liêu và tỉnh Sóc Trăng. Tỉnh lỵ Ba Xuyên là Khánh Hưng.
Ngày 10 tháng 4 năm 1957, Bộ trưởng Nội vụ Việt Nam Cộng hòa ban hành Nghị định số 118-BNV/HC/NĐ. Theo đó, tỉnh Ba Xuyên có tỉnh lỵ Khánh Hưng và các đơn vị hành chính:
| Đơn vị hành chính của tỉnh Ba Xuyên | Đơn vị hành chính của tỉnh Ba Xuyên | Đơn vị hành chính của tỉnh Ba Xuyên | Đơn vị hành chính của tỉnh Ba Xuyên |
| STT                                 | Quận                                | Quận lỵ                             | Xã |
| ----------------------------------- | ----------------------------------- | ----------------------------------- | --- |
| 1                                   | Châu Thành                          | Mỹ Xuyên                            | 12 xã: An Ninh, Đại Tâm, Hòa Tú, Khánh Hưng, Mỹ Xuyên, Phú Mỹ, Phong Hòa, Phú Nỗ, Phước Tâm, Tham Đôn, Thạnh Phú, Trường Khánh            |
| 2                                   | Thạnh Trị                           | Thạnh Trị                           | 12 xã: Châu Hưng, Châu Thới, Gia Hòa, Hương Phú, Lâm Kiết, Mỹ Quới, Tân Long, Thạnh Quới, Thạnh Trị, Tuân Tức, Vĩnh Lợi, Vĩnh Quới        |
| 3                                   | Long Phú                            | Long Phú                            | 12 xã: An Thạnh Nhứt, An Thạnh Nhì, Châu Khánh, Đại An, Đại Ngãi, Long Đức, Long Phú, Hậu Thạnh, Phú Hữu, Song Phụng, Tân Thạnh, Tân Hưng |
| 4                                   | Giá Rai                             | Phong Thạnh                         | 4 xã: An Trạch, Long Điền, Phong Thạnh, Vĩnh Mỹ                                                                                           |
| 5                                   | Vĩnh Lợi                            | Vĩnh Lợi                            | 9 xã: Hòa Bình, Hưng Hội, Lai Hòa, Long Thạnh, Vĩnh Châu, Vĩnh Hưng, Vĩnh Lợi, Vĩnh Phước, Vĩnh Trạch                                     |
| 6                                   | Bố Thảo                             | Thuận Hòa                           | 8 xã: Mỹ Phước, Mỹ Tú, Phương Long, Tân Phước Hưng, Thiên Hương, Thiên Mỹ, Thuận Hòa, Thuận Hưng                                          |
| 7                                   | Lịch Hội Thượng                     | Lịch Hội Thượng                     | 8 xã: Khánh Hòa, Lạc Hòa, Lịch Hội Thượng, Liêu Tú, Tài Văn, Thạnh Thới An, Trung Bình, Viên An                                           |
| 8                                   | Phước Long                          | Phước Long                          | 8 xã: Lộc Ninh, Ninh Hòa, Ninh Quới, Ninh Thành Lợi, Phong Thạnh Tây, Phước Long, Vĩnh Lộc, Vĩnh Phú                                      |
| Tổng cộng                           | 8 quận                              | 8 quận                              | 73 xã |

Ngày 31 tháng 7 năm 1957, Bộ trưởng Nội vụ Việt Nam Cộng hòa ban hành Nghị định số 241-BNV/HC/NĐ về việc đổi tên xã Tân Phước Hưng thuộc quận lỵ Thuận Hòa, quận Bố Thảo, tỉnh Ba Xuyên thành xã Mỹ Hưng.
Ngày 13 tháng 8 năm 1957, Bộ trưởng Nội vụ Việt Nam Cộng hòa ban hành Nghị định số 259-BNV/HC/NĐ. Theo đó, tỉnh Ba Xuyên có tỉnh lỵ là Khánh Hưng và các đơn vị hành chính:
| Đơn vị hành chính của tỉnh Ba Xuyên | Đơn vị hành chính của tỉnh Ba Xuyên | Đơn vị hành chính của tỉnh Ba Xuyên | Đơn vị hành chính của tỉnh Ba Xuyên |
| STT                                 | Quận                                | Quận lỵ                             | Tổng, xã |
| ----------------------------------- | ----------------------------------- | ----------------------------------- | --- |
| 1                                   | Châu Thành                          | Mỹ Xuyên                            | - Tổng Nhiêu Hòa có 5 xã: Hòa Tú, Đại Tâm, Phú Mỹ, Tham Đôn, Thạnh Phú - Tổng Nhiêu Khánh có 7 xã: An Ninh, Khánh Hưng, Phong Hòa, Mỹ Xuyên, Phú Nổ, Phước Tâm, Trường Khánh                           |
| 2                                   | Lịch Hội Thượng                     | Lịch Hội Thượng                     | - Tổng Định Chí có 4 xã: Lạc Hòa, Khánh Hòa, Tài Văn, Thạnh Thới An - Tổng Định Phước có 4 xã: Lịch Hội Thượng, Liêu Tú, Viên An, Trung Bình                                                           |
| 3                                   | Thạnh Trị                           | Thạnh Trị                           | - Tổng Thạnh An có 4 xã: Châu Hưng, Châu Thới, Gia Hòa, Thạnh Trị - Tổng Thạnh Lộc có 5 xã: Hương Phù, Mỹ Quới, Tân Long, Vĩnh Lợi, Vĩnh Quới - Tổng Thạnh Lợi có 4 xã: Lâm Kiết, Thạnh Quới, Tuân Tức |
| 4                                   | Long Phú                            | Long Phú                            | - Tổng Định Hòa có 5 xã: Đại Ngãi, Long Đức, Phú Hữu, Hậu Thạnh, Song Phụng - Tổng Định Mỹ có 7 xã: Long Phú, Tân Hưng, Đại Ân, Tân Thạnh, Châu Khánh, An Thạnh Nhứt, An Thạnh Nhì                     |
| 5                                   | Bố Thảo                             | Thuận Hòa                           | - Tổng Thuận Mỹ có 4 xã: Thiện Hương, Thiện Mỹ, Thuận Hòa, Thuận Hưng - Tổng Thuận Phú có 4 xã: Mỹ Phước, Mỹ Tú, Phương Long, Tân Phước Hưng                                                           |
| 6                                   | Vĩnh Lợi                            | Vĩnh Lợi                            | - Tổng Thạnh Hòa có 6 xã: Hòa Bình, Hưng Hội, Long Thạnh, Vĩnh Hưng, Vĩnh Lợi, Vĩnh Trạch - Tổng Thạnh Hưng có 3 xã: Lai Hòa, Vĩnh Châu, Vĩnh Phước                                                    |
| 7                                   | Giá Rai                             | Phong Thạnh                         | Tổng Long Thủy có 4 xã: An Trạch, Long Điền, Phong Thạnh, Vĩnh Mỹ |
| 8                                   | Phước Long                          | Phước Long                          | - Tổng Thanh Bình có 4 xã: Ninh Hòa, Ninh Quới, Phước Long, Vĩnh Phú - Tổng Thanh Yên có 4 xã: Lộc Ninh, Ninh Thạnh Lợi, Phong Thạnh Tây, Vĩnh Lộc                                                     |
| Tổng cộng                           | 8 quận                              | 8 quận                              | 16 tổng với 73 xã |

Ngày 3 tháng 12 năm 1957, Bộ trưởng Nội vụ Việt Nam Cộng hòa ban hành Nghị định số 348-BNV/HC/NĐ. Theo đó, tỉnh Ba Xuyên có tỉnh lỵ Khánh Hưng và các đơn vị hành chính:
| Đơn vị hành chính của tỉnh Ba Xuyên | Đơn vị hành chính của tỉnh Ba Xuyên | Đơn vị hành chính của tỉnh Ba Xuyên | Đơn vị hành chính của tỉnh Ba Xuyên |
| STT                                 | Quận                                | Quận lỵ                             | Tổng, xã |
| ----------------------------------- | ----------------------------------- | ----------------------------------- | --- |
| 1                                   | Châu Thành                          | Mỹ Xuyên                            | - Tổng Nhiêu Hòa có 5 xã: Đại Tâm, Hòa Tú, Phú Mỹ, Tham Đôn, Thanh Phú - Tổng Nhiêu Khánh có 7 xã: An Ninh, Mỹ Xuyên, Khánh Hưng, Phong Hòa, Phú Nổ, Phước Tâm, Trường Khánh                           |
| 2                                   | Lịch Hội Thượng                     | Lịch Hội Thượng                     | - Tổng Định Chí có 4 xã: Liêu Tú, Tài Văn, Thạnh Thới An, Viên An - Tổng Định Phước có 4 xã: Khánh Hòa, Lạc Hòa, Lịch Hội Thượng, Trung Bình                                                           |
| 3                                   | Thạnh Trị                           | Thạnh Trị                           | - Tổng Thạnh An có 4 xã: Châu Hưng, Châu Thới, Thạnh Trị, Vĩnh Lợi - Tổng Thạnh Lộc có 4 xã: Hương Phú, Mỹ Quới, Tân Long, Vĩnh Quới - Tổng Thạnh Lợi có 4 xã: Gia Hòa, Lâm Kiết, Thanh Quới, Tuân Túc |
| 4                                   | Long Phú                            | Long Phú                            | - Tổng Định Hòa có 7 xã: An Thạnh Nhứt, Châu Khánh, Đại Ngãi, Hậu Thạnh, Long Đức, Phú Hữu, Song Phụng - Tổng Định Mỹ có 5 xã: An Thạnh Nhì, Đại Ân, Long Phú, Tân Hưng, Tân Thạnh                     |
| 5                                   | Bố Thảo                             | Thuận Hòa                           | - Tổng Thuận Mỹ có 4 xã: Thiên Hương, Thiên Mỹ, Thuận Hòa, Thuận Hương - Tổng Thuận Phú có 4 xã: Mỹ Hưng, Mỹ Phước, Mỹ Tú, Phương Long                                                                 |
| 6                                   | Vĩnh Lợi                            | Vĩnh Lợi                            | - Tổng Thạnh Hòa có 6 xã: Hòa Bình, Hưng Hội, Long Thạnh, Vĩnh Hưng, Vĩnh Lợi, Vĩnh Trạch - Tổng Thanh Hưng có 3 xã: Lai Hòa, Vĩnh Châu, Vĩnh Phước                                                    |
| 7                                   | Giá Rai                             | Phong Thạnh                         | Tổng Long Thủy có 4 xã: An Trạch, Long Điền, Phong Thạnh, Vĩnh Mỹ |
| 8                                   | Phước Long                          | Phước Long                          | - Tổng Thanh Bình có 4 xã: Ninh Hòa, Ninh Quới, Phước Long, Vĩnh Phú - Tổng Thanh Yên có 4 xã: Lộc Ninh, Ninh Thạnh Lợi, Phong Thạnh Tây, Vĩnh Lộc                                                     |
| Tổng cộng                           | 8 quận                              | 8 quận                              | 16 tổng với 73 xã |

Ngày 13 tháng 1 năm 1958, Bộ trưởng Nội vụ Việt Nam Cộng hòa ban hành Nghị định số 9-BNV/NC/NĐ. Theo đó, tỉnh Ba Xuyên có tỉnh lỵ Khánh Hưng và các đơn vị hành chính:
| Đơn vị hành chính của tỉnh Ba Xuyên | Đơn vị hành chính của tỉnh Ba Xuyên | Đơn vị hành chính của tỉnh Ba Xuyên | Đơn vị hành chính của tỉnh Ba Xuyên |
| STT                                 | Quận                                | Quận lỵ                             | Tổng, xã |
| ----------------------------------- | ----------------------------------- | ----------------------------------- | --- |
| 1                                   | Mỹ Xuyên                            | Mỹ Xuyên                            | - Tổng Nhiêu Hòa có 5 xã: Đại Tâm, Hòa Tú, Phú Mỹ, Tham Đôn, Thanh Phú - Tổng Nhiêu Khánh có 4 xã: Khánh Hưng, Mỹ Xuyên, Tài Văn, Thạnh Thới An |
| 2                                   | Thạnh Trị                           | Thạnh Trị                           | - Tổng Thạnh An có 5 xã: Châu Hưng, Châu Thới, Gia Hòa, Thanh Kiết, Thạnh Trị - Tổng Thạnh Lộc có 5 xã: Mỹ Quới, Tân Long, Tuân Đức, Vĩnh Lợi, Vĩnh Quới |
| 3                                   | Long Phú                            | Long Phú                            | - Tổng Định Hòa có 7 xã: An Thạnh Nhứt, Châu Khánh, Đại Ngãi, Hậu Thạnh, Long Đức, Phú Hữu, Song Phụng, Trường Khánh - Tổng Định Mỹ có 5 xã: An Thạnh Nhì, Đại Ân, Long Phú, Tân Hưng, Tân Thạnh - Tổng Định Phước có xã: Lịch Hội Thượng, Liêu Tú, Trung Bình, Viên An |
| 4                                   | Thuận Hòa                           | Thuận Hòa                           | - Tổng Thuận Mỹ có 5 xã: An Ninh, Mỹ Hương, Phú Tâm, Thuận Hòa, Thuận Hưng - Tổng Thuận Phú có 4 xã: Mỹ Hưng, Mỹ Phước, Mỹ Tú, Phương Long |
| 5                                   | Vĩnh Lợi                            | Vĩnh Lợi                            | - Tổng Thạnh Hòa có 5 xã: Hòa Bình, Hưng Hội, Long Thạnh, Vĩnh Lợi, Vĩnh Trạch - Tổng Thạnh Hưng có 5 xã: Khánh Hòa, Lạc Hòa, Lai Hòa, Vĩnh Châu, Vĩnh Phước |
| 6                                   | Giá Rai                             | Phong Thạnh                         | Tổng Long Thuỷ có 4 xã: An Trạch, Long Điền, Phong Thanh, Vĩnh Mỹ. |
| 7                                   | Phước Long                          | Phước Long                          | - Tổng Thanh Bình có 5 xã: Ninh Hòa, Ninh Quới, Phước Long, Vĩnh Hưng, Vĩnh Phú - Tổng Thanh Yên có 4 xã: Lộc Ninh, Ninh Thạnh Lợi, Phong Thạnh Tây, Vĩnh Lộc |
| Tổng cộng                           | 7 quận                              | 7 quận                              | 14 tổng với 68 xã |

Ngày 9 tháng 7 năm 1958, Bộ trưởng Nội vụ Việt Nam Cộng hòa ban hành Nghị định số 370-BNV/HC/P6/NĐ về việc sửa đổi quận Thuận Hòa.
Quận Thuận Hòa (Bố Thảo cũ, quận lỵ tại ngã tư chợ Mỹ Tú):
- Tổng Thuận Mỹ có 3 xã: An Ninh,[70] Phú Tâm,[71] Thuận Hòa.
- Tổng Thuận Phú có 4 xã: Long Hưng,[72] Mỹ Hương, Mỹ Phước,[73] Mỹ Thuận.[74][1]

Ngày 16 tháng 9 năm 1958, Tổng thống Việt Nam Cộng hòa ban hành Sắc lệnh số 466-NV về việc sáp nhập quận Kế Sách thuộc tỉnh Phong Dinh vào tỉnh Ba Xuyên.
Ngày 5 tháng 12 năm 1960, Tổng thống Việt Nam Cộng hòa ban hành Nghị định số 1191-NV về việc tái lập quận Vĩnh Châu thuộc tỉnh Ba Xuyên trên cơ sở tổng Thạnh Hưng và 5 xã: Khánh Hòa, Lạc Hòa, Lai Hòa, Vĩnh Châu, Vĩnh Phước của quận Vĩnh Lợi, tỉnh Bạc Liêu.
Quận Vĩnh Châu có tổng Thạnh Hưng và 5 xã: Khánh Hòa, Lạc Hòa, Lai Hòa, Vĩnh Châu, Vĩnh Phước. Quận lỵ đặt tại Vĩnh Châu.
Ngày 16 tháng 6 năm 1961, Tổng thống Việt Nam Cộng hòa ban hành Nghị định số 584-NV về việc dời quận lỵ Thạnh Trị, tỉnh Ba Xuyên đến chợ Ngã Năm và dời quận lỵ Mỹ Xuyên cùng tỉnh đến xã Hòa Tú.
Ngày 27 tháng 8 năm 1962, Tổng thống Việt Nam Cộng hòa ban hành Nghị định số 924-NV về việc dời quận lỵ Mỹ Xuyên, tỉnh Ba Xuyên về Bãi Xàu. Quận lỵ Bãi Xàu gọi là Trang Kỉnh.
Ngày 11 tháng 12 năm 1965, Chủ tịch Ủy ban Hành pháp Trung ương Việt Nam Cộng hòa ban hành Nghị định số 2196-NV về việc tái lập quận Lịch Hội Thượng thuộc tỉnh Ba Xuyên trên cơ sở 4 xã: Lịch Hội Thượng, Trung Bình, Liêu Tú, Viên An thuộc quận Long Phú.
Quận Lịch Hội Thượng có 4 xã: Lịch Hội Thượng, Liêu Tú, Trung Bình, Viên An. Quận lỵ đặt tại xã Lịch Hội Thượng.
Ngày 26 tháng 3 năm 1966, Chủ tịch Ủy ban Hành pháp Trung ương Việt Nam Cộng hòa ban hành Nghị định số 517-NĐ/NV về việc dời quận lỵ Thuận Hòa, tỉnh Ba Xuyên từ ngã tư chợ Mỹ Tú, xã Phú Tâm đến xã Mỹ Hương.
Ngày 23 tháng 4 năm 1968, Thủ tướng Chính phủ Việt Nam Cộng hòa ban hành Sắc lệnh số 42-SL/NV về việc thành lập quận Phong Thuận thuộc tỉnh Phong Dinh trên cơ sở 5 xã: Đồng Phú, Phú Hữu thuộc tổng Định An, quận Châu Thành, tỉnh Phong Dinh và 3 xã: An Lạc Thôn, Phong Nẫm, Xuân Hòa thuộc tổng Định Tường, quận Kế Sách, tỉnh Ba Xuyên. 
Quận Phong Thuận có 5 xã: An Lạc Thôn, Đồng Phú, Phong Nẫm, Phú Hữu, Xuân Hòa. Quận lỵ đặt tại Cái Côn xã An Lạc Thôn.
Ngày 6 tháng 5 năm 1968, Thủ tướng Chính phủ Việt Nam Cộng hòa ban hành Nghị định số 402-NĐ/NV về việc dời quận lỵ Thạnh Trị, tỉnh Ba Xuyên từ chợ Ngã Năm xã Vĩnh Quới đến Phú Lộc xã Thạnh Trị.
Ngày 16 tháng 6 năm 1968, Tổng thống Việt Nam Cộng hòa ban hành Nghị định số 584-NV về việc dời quận lỵ Thạnh Trị, tỉnh Ba Xuyên đến chợ Ngã Năm và quận lỵ Mỹ Xuyên cùng tỉnh đến xã Hòa Tú.
Ngày 11 tháng 7 năm 1968, Thủ tướng Chính phủ Việt Nam Cộng hòa ban hành Sắc lệnh số 78-SL/NV về việc:
- Thành lập quận Hòa Tú thuộc tỉnh Ba Xuyên trên cơ sở xã Hòa Tú thuộc tổng Nhiêu Hòa, quận Mỹ Xuyên, tỉnh Ba Xuyên và xã Gia Hòa thuộc tổng Thanh An, quận Thạnh Trị, tỉnh Ba Xuyên, bao gồm thêm 5 ấp: Gia Hội, Nàng Rền, Năm Căn, Thị Yểu, Vàm Lẽo thuộc xã Hưng Hội, tổng Thạnh Hòa, quận Vĩnh Lợi, tỉnh Bạc Liêu.
- Sáp nhập xã Châu Thới thuộc tổng Thạnh An, quận Thạnh Trị, tỉnh Ba Xuyên vào quận Vĩnh Lợi, tỉnh Bạc Liêu.
- Sáp nhập 3 ấp phía Nam: Nhà Thờ 2, Thông Lưu B, Xóm Lớn của xã Châu Hưng thuộc tổng Thạnh An, quận Thạnh Trị, tỉnh Ba Xuyên vào xã Vĩnh Lợi, quận Vĩnh Lợi, tỉnh Bạc Liêu.

Quận Hòa Tú có 2 xã: Gia Hòa, Hòa Tú. Quận lỵ đặt tại xã Hòa Tú.
Ngày 14 tháng 11 năm 1968, Thủ tướng Chính phủ Việt Nam Cộng hòa ban hành Nghị định số 1180-NĐ/NV về việc:
- Sáp nhập hai xã: Phú Tâm và Thuận Hòa nguyên thuộc tổng Thuận Mỹ, quận Thuận Hòa, tỉnh Ba Xuyên vào tổng Định Khánh, quận Kế Sách cùng tỉnh.
- Sáp nhập xã An Ninh nguyên thuộc tổng Thuận Mỹ, quận Thuận Hòa, tỉnh Ba Xuyên vào tổng Thuận Phú cùng quận.
- Nay bãi bỏ tổng Thuận Mỹ nguyên thuộc quận Thuận Hòa, tỉnh Ba Xuyên.[1]

Ngày 16 tháng 6 năm 1969, Thủ tướng Chính phủ Việt Nam Cộng hòa ban hành Sắc lệnh số 70-SL/NV về việc thành lập quận Ngã Năm thuộc tỉnh Ba Xuyên trên cơ sở 5 xã: Vĩnh Quới, Tân Long, Mỹ Quới, Vĩnh Lợi thuộc tổng Thạnh Lộc, quận Thạnh Trị, tỉnh Ba Xuyên và xã Vĩnh Tân thuộc tổng Thanh Tuyền, quận Long Mỹ, tỉnh Chương Thiện.
Quận Ngã Năm có 5 xã: Vĩnh Quới, Tân Long, Mỹ Quới, Vĩnh Lợi, Vĩnh Tân thuộc tổng Thạnh Lộc, quận Ngã Năm. Quận lỵ đặt tại Ngã Năm thuộc địa phận xã Vĩnh Quới.
Ngày 11 tháng 3 năm 1970, Thủ tướng Chính phủ Việt Nam Cộng hòa ban hành Sắc lệnh số 29-SL/NV về việc:
- Sáp nhập vào lãnh thổ tỉnh Bạc Liêu:
  - Sáp nhập 3 ấp: Nhà Thờ 2, Thông Lưu B, Xóm Lớn thuộc xã Châu Hưng, quận Thạnh Trị, tỉnh Ba Xuyên vào xã Vĩnh Lợi, quận Vĩnh Lợi, tỉnh Bạc Liêu.
  - Sáp nhập 5 ấp: Gia Hội, Nàng Rền, Năm Căn, Thị Yêu thuộc xã Gia Hòa, quận Hòa Tú tỉnh Ba Xuyên vào thuộc xã Hưng Hội, quận Vĩnh Lợi, tỉnh Bạc Liêu.
- Sáp nhập vào lãnh thổ tỉnh Ba Xuyên:
  - Sáp nhập một giải đất rộng 1.500 thước, chạy dọc theo sông Mỹ Thạnh, từ XR.150.442 đến WR.970.340 thuộc xã Khánh Hòa và xã Vĩnh Phước thuộc quận Hòa Tú vào quận Vĩnh Châu, tỉnh Bạc Liêu.
- Xã Châu Thới thuộc quận Vĩnh Lợi, tỉnh Bạc Liêu được xóa tên và lãnh thổ được chia làm hai:
  - Phần nửa thuộc về phía bắc được sáp nhập vào xã Châu Hưng, quận Thạnh Trị, tỉnh Ba Xuyên
  - Phần nửa về phía nam được sáp nhập vào xã Vĩnh Hưng, quận Giá Rai, tỉnh Bạc Liêu.
- Địa phận quận Hòa Tú tỉnh Ba Xuyên được sửa đổi lại như sau: Quận Hòa Tú có 3 xã: Hòa Tú,[88] Hòa Lợi,[89] Hòa Thanh.[90]
- Sáp nhập xã Gia Hòa thuộc quận Hòa Tú, tỉnh Ba Xuyên vào quận Thạnh Trị cùng tỉnh.

Ngày 31 tháng 5 năm 1972, Tổng trưởng Nội vụ Việt Nam Cộng hòa ban hành Nghị định số 366-BNV/HCĐP/26-X về việc:
- Đổi tên xã Hòa Lợi thuộc quận Hòa Tú, tỉnh Ba Xuyên thành xã Hòa Vân.
- Thành lập xã Mỹ Tú thuộc quận Thuận Hòa, tỉnh Ba Xuyên trên cơ sở 3 ấp: Mỹ Lợi B, Mỹ Tân, Mỹ Thuận thuộc xã Mỹ Thuận; 2 ấp: Thiện Tâm, Thiện Tánh thuộc xã Mỹ Hương và 2 ấp: Tân Hòa, Tân Mỹ thuộc xã Long Hưng.
- Thành lập xã Hòa Mỹ thuộc quận Hòa Tú, tỉnh Ba Xuyên trên cơ sở 4 ấp: Ba Chùa, Chằng Ré, Rạch Rò, Tầm Lon thuộc xã Hòa Tú và một phần đất phía bắc ấp Thông Lưu nguyên thuộc xã Hòa Vân (xã Hòa Lợi cũ).[1]

#### Tỉnh Chương Thiện
Ngày 24 tháng 12 năm 1961, Tổng thống Việt Nam Cộng hòa ban hành Sắc lệnh số 244-NV về việc thành lập tỉnh Chương Thiện thuộc Tây Nam Nam Phần trên cơ sở 2 quận: Đức Long, Long Mỹ thuộc tỉnh Phong Dinh; 2 quận: Kiên Hưng, Kiên Long thuộc tỉnh Kiên Giang và quận Phước Long thuộc tỉnh Ba Xuyên. Tỉnh lỵ đặt tại xã Vị Thanh. Địa giới tỉnh Chương Thiện có:
| Đơn vị hành chính của tỉnh Chương Thiện | Đơn vị hành chính của tỉnh Chương Thiện | Đơn vị hành chính của tỉnh Chương Thiện | Đơn vị hành chính của tỉnh Chương Thiện |
| STT                                     | Quận                                    | Quận lỵ                                 | Tổng, xã |
| --------------------------------------- | --------------------------------------- | --------------------------------------- | --- |
| 1                                       | Đức Long                                | Xã Vị Thanh                             | Tổng An Ninh có 7 xã: An Lợi, Hòa An, Hỏa Lựu, Vị Thanh, Vị Thủy, Vĩnh Thuận Đông, Vĩnh Tường                                                            |
| 2                                       | Long Mỹ                                 | Long Mỹ                                 | - Tổng Bình Định có 5 xã: Long Trị, Long Bình, Long Phú, Phương Phú, Phương Bình. - Tổng Thanh Tuyền có 4 xã: Lương Tâm, Thuận Hưng, Vĩnh Viễn, Xà Phiên |
| 3                                       | Kiên Hưng                               | Gò Quao                                 | Tổng Kiên Định có 7 xã: Định An, Định Hòa, Hóa Quản, Thới An, Thủy Liễu, Vĩnh Hòa Hưng, Vĩnh Phước                                                       |
| 4                                       | Kiên Long                               | Xã Vĩnh Thuận                           | 6 xã: Vĩnh An, Vĩnh Bình, Vĩnh Hòa, Vĩnh Phong, Vĩnh Thuận, Vĩnh Tuy                                                                                     |
| 5                                       | Phước Long                              | Xã Phước Long                           | - Tổng Thanh Bình có 4 xã: Ninh Hòa, Ninh Quới, Phước Long, Vĩnh Tân - Tổng Thanh Yên có 4 xã: Lộc Ninh, Ninh Thạnh Lợi, Phong Thạnh Tây, Vĩnh Lộc       |

Năm 1961, sáp nhập xã Vĩnh Hưng và xã Vĩnh Phú nguyên thuộc quận Phước Long, tỉnh Ba Xuyên vào quận Giá Rai, tỉnh Ba Xuyên. Riêng địa phận xã Vĩnh Phú được sáp nhập thêm một phần đất của xã Ninh Quới nằm về phía Nam Kinh Quản Lộ – Phụng Hiệp.
Ngày 18 tháng 4 năm 1963, Tổng thống Việt Nam Cộng hòa ban hành Sắc lệnh số 38-NV về việc:
- Thành lập quận Kiến Thiện thuộc tỉnh Chương Thiện. Quận lỵ đặt tại Ngan Dừa.
- Sáp nhập xã Vĩnh Phú thuộc quận Giá Rai, tỉnh Ba Xuyên vào quận Phước Long, tỉnh Chương Thiện.
- Sáp nhập xã Thới An và xã Hóa Quản thuộc quận Kiên Hưng, tỉnh Chương Thiện vào quận Kiên Bình, tỉnh Kiên Giang.[1]

| Đơn vị hành chính của tỉnh Chương Thiện | Đơn vị hành chính của tỉnh Chương Thiện | Đơn vị hành chính của tỉnh Chương Thiện                                                                                           |
| STT                                     | Quận                                    | Tổng, xã |
| --------------------------------------- | --------------------------------------- | --- |
| 1                                       | Kiến Thiện                              | - Tổng Thiện Hạnh có 4 xã: Lộc Ninh, Vĩnh Lộc Ninh Hòa, Ninh Quới - Tổng Trạch Thiện có 3 xã: Lương Tâm, Vĩnh Viễn, Xà Phiên      |
| 2                                       | Đức Long                                | Tổng An Ninh có 10 xã: An Lợi, Hòa An, Hòa Hưng, Hòa Thuận, Hỏa Lựu, Ngọc Hòa, Vị Thanh, Vị Thủy, Vĩnh Thuận Đông, Vĩnh Tường     |
| 3                                       | Long Mỹ                                 | - Tổng Bình Định có 4 xã: Long Phú, Long Trị, Phương Bình, Phương Phú - Tổng Thanh Tuyền có 3 xã: Long Bình, Thuận Hưng, Vĩnh Tân |
| 4                                       | Kiên Hưng                               | Tổng Kiên Định có 6 xã: Định An, Định Hòa, Thúy Liễu, Vĩnh Hòa Hưng, Vĩnh Phước, Vĩnh Tuy                                         |
| 5                                       | Kiên Long                               | 5 xã: Vĩnh An, Vĩnh Bình, Vĩnh Hòa, Vĩnh Phong, Vĩnh Thuận                                                                        |
| 6                                       | Phước Long                              | - Tổng Thanh Bình có 2 xã: Phước Long, Vĩnh Phú - Tổng Thanh Yên có 2 xã: Ninh Thạnh Lợi, Phong Thạnh Tây                         |

Ngày 4 tháng 1 năm 1964, Thủ tướng Chính phủ Việt Nam Cộng hòa ban hành Nghị định số 19-TTP/ĐUHC về việc dời quận lỵ Đức Long tỉnh Chương Thiện đến xã Hỏa Lựu.
Ngày 27 tháng 2 năm 1964, Thủ tướng Chính phủ Việt Nam Cộng hòa ban hành Nghị định số 433-NV về việc dời quận lỵ Đức Long tỉnh Chương Thiện từ xã Hỏa Lựu đến xã Vị Thủy.
Ngày 8 tháng 9 năm 1964, Thủ tướng Chính phủ Việt Nam Cộng hòa ban hành Sắc lệnh số 245-NV về việc tái lập tỉnh Bạc Liêu trên cơ sở 3 quận: Giá Rai, Vĩnh Châu, Vĩnh Lợi thuộc tỉnh Ba Xuyên và quận Phước Long thuộc tỉnh Chương Thiện. Tỉnh lỵ đặt tại Bạc Liêu. Địa phận của tỉnh Bạc Liêu, gồm có:
| Đơn vị hành chính của tỉnh Bạc Liêu | Đơn vị hành chính của tỉnh Bạc Liêu | Đơn vị hành chính của tỉnh Bạc Liêu                                                                       |
| STT                                 | Quận                                | Tổng, xã                                                                                                  |
| ----------------------------------- | ----------------------------------- | --- |
| 1                                   | Vĩnh Lợi                            | Tổng Thạnh Hòa có 5 xã: Hòa Bình, Hưng Hội, Long Thạnh, Vĩnh Lợi, Vĩnh Trạch                              |
| 2                                   | Giá Rai                             | Tổng Long Thủy có 5 xã: An Trạch, Long Điền, Phong Thạnh, Vĩnh Hưng, Vĩnh Mỹ                              |
| 3                                   | Vĩnh Châu                           | Tổng Thạnh Hưng có 5 xã: Khánh Hòa, Lạc Hòa, Lai Hòa, Vĩnh Châu, Vĩnh Phước.                              |
| 4                                   | Phước Long                          | - Tổng Thanh Bình có 2 xã: Phước Long, Vĩnh Phú - Tổng Thanh Yên có 2 xã: Phong Thạnh Tây, Ninh Thạnh Lợi |

Ngày 18 tháng 1 năm 1965, Tổng trưởng Nội vụ Việt Nam Cộng hòa ban hành Nghị định số 81-BNV/NC/6 về việc sáp nhập xã An Lợi quận Đức Long tỉnh Chương Thiện vào xã Hoài An cùng quận.
Ngày 16 tháng 6 năm 1969, Thủ tướng Chính phủ Việt Nam Cộng hòa ban hành Sắc lệnh số 70-SL/NV về việc thành lập quận Ngã Năm thuộc tỉnh Ba Xuyên trên cơ sở 5 xã: Mỹ Quới, Tân Long, Vĩnh Lợi, Vĩnh Quới thuộc tổng Thạnh Lộc, quận Thạnh Trị, tỉnh Ba Xuyên và xã Vĩnh Tân thuộc tổng Thanh Tuyền, quận Long Mỹ, tỉnh Chương Thiện.
Quận Ngã Năm có 5 xã: Mỹ Quới, Tân Long, Vĩnh Lợi, Vĩnh Quới, Vĩnh Tân thuộc tổng Thạnh Lộc, quận Ngã Năm. Quận lỵ đặt tại Ngã Năm thuộc địa phận xã Vĩnh Quới.
Ngày 29 tháng 4 năm 1974, Thủ tướng Chính phủ Việt Nam Cộng hòa ban hành Nghị định số 350-NĐ/NV về việc thành lập quận Hưng Long thuộc tỉnh Chương Thiện trên cơ sở xã Hỏa Lựu, quận Đức Long; xã Vĩnh Viễn, quận Kiên Thiện (trừ ấp Vĩnh Bình) và ấp Ngan Vọp thuộc xã Lương Tâm, quận Kiên Thiện; xã Vĩnh Tuy, quận Kiên Hưng (trừ ấp Vĩnh Lợi); xã Vĩnh An, quận Kiên Long và một phần xã Vĩnh Lộc, quận Kiên Thiện.
- Sáp nhập ấp Vĩnh Lợi thuộc xã Vĩnh Tuy cũ vào xã Vĩnh Phước, quận Kiên Hưng.
- Sáp nhập ấp Vĩnh Bình thuộc xã Vĩnh Viễn cũ vào xã Xà Phiên cùng quận.

Quận Hưng Long có 4 xã: Hỏa Lựu, Vĩnh An, Vĩnh Tuy, Vĩnh Viễn. Quận lỵ đặt xã Vĩnh Tuy.

#### Thị xã Cần Thơ
Ngày 30 tháng 9 năm 1970, Thủ tướng Chính phủ Việt Nam Cộng hòa ban hành Sắc lệnh số 115-SL/NV về việc cải biến xã Tân An thuộc quận Châu Thành, tỉnh Phong Dinh và các phần đất phụ cận thành thị xã Cần Thơ.
Thị xã Cần Thơ có 2 xã: Tân An, Thuận Đức, ấp Lợi Nguyên thuộc xã An Bình và ấp Bình Nhựt thuộc xã Long Tuyền.
Ngày 7 tháng 6 năm 1971, Thủ tướng Chính phủ Việt Nam Cộng hòa ban hành Nghị định số 585-NĐ/NV về việc thành lập quận Nhứt và quận Nhì thuộc thị xã Cần Thơ. Địa phận của hai quận nói trên được phân chia thành 8 khu phố:
1. Thành lập Quận Nhứt thuộc thị xã Cần Thơ trên cơ sở một phần của xã Tân An, một phần của xã Thuận Đức và toàn bộ ấp Bình Nhựt thuộc xã Long Tuyền. Quận Nhứt có 5 khu phố:
- Thành lập khu phố An Cư thuộc Quận Nhứt trên cơ sở toàn ấp An Hội và một phần của ấp An Cư thuộc xã Tân An.
- Thành lập khu phố An Hòa thuộc Quận Nhứt trên cơ sở một phần của ấp Thới Hòa và một phần của ấp Thới Thuận thuộc xã Tân An.
- Thành lập khu phố An Lạc thuộc Quận Nhứt trên cơ sở toàn bộ ấp An Lạc, một phần của ấp An Cư, một phần của ấp An Nghiệp thuộc xã Tân An.
- Thành lập khu phố An Nghiệp thuộc Quận Nhứt trên cơ sở toàn bộ ấp Thới Thạnh và một phần của ấp An Nghiệp thuộc xã Tân An.
- Thành lập khu phố An Thới thuộc Quận Nhứt trên cơ sở toàn bộ ấp Bình Nhựt thuộc xã Long Tuyền và một phần của ấp Thới Thuận, một phần của ấp Thới Hòa thuộc xã Tân An.

2. Thành lập Quận Nhì thuộc thị xã Cần Thơ trên cơ phần còn lại của 2 xã: Tân An, Thuận Đức và toàn bộ ấp Lợi Nguyên thuộc xã An Bình. Quận Nhì có 3 khu phố:
- Thành lập khu phố Hưng Lợi thuộc Quận Nhì trên cơ sở toàn bộ ấp Lợi Nguyên của xã An Bình và toàn bộ ấp An Thạnh của xã Tân An.
- Thành lập khu phố Hưng Phú thuộc Quận Nhì trên cơ sở toàn bộ 2 ấp: An Hưng, An Phú và một phần ấp Mỹ Hưng thuộc xã Thuận Đức.
- Thành lập khu phố Hưng Thạnh thuộc Quận Nhì trên cơ sở toàn bộ ấp Mỹ Thạnh và một phần của ấp Mỹ Hưng thuộc xã Thuận Đức.

Năm 1971, thị xã Cần Thơ trở lại thuộc tỉnh Cần Thơ.
Tháng 8 năm 1972, Thường vụ Khu ủy Khu 9 của phía chính quyền Cộng hòa Miền Nam Việt Nam và Việt Nam Dân chủ Cộng hòa ban hành Quyết định về việc:
- Thành lập thành phố Cần Thơ trực thuộc Khu 9 trên cơ sở thị xã Cần Thơ và 6 xã vùng ven thuộc các huyện Châu Thành, Ô Môn thuộc tỉnh Cần Thơ.
- Đồng thời, chính quyền Cách mạng vẫn duy trì các đơn vị hành chính cấp quận, phường và khóm bên dưới giống như phía chính quyền Việt Nam Cộng hòa cho đến đầu năm 1976.

Ngày 22 tháng 8 năm 1972, Tổng trưởng Nội vụ Việt Nam Cộng hòa ban hành Nghị định số 553-BNV/HCĐP/NĐ về việc cải danh khu phố tại các thị xã thành phường:
- Chuyển khu phố An Cư thuộc Quận Nhứt thành phường An Cư.
- Chuyển khu phố An Hòa thuộc Quận Nhứt thành phường An Cư.
- Chuyển khu phố An Lạc thuộc Quận Nhứt thành phường An Cư.
- Chuyển khu phố An Nghiệp thuộc Quận Nhứt thành phường An Nghiệp.
- Chuyển khu phố An Thới thuộc Quận Nhứt thành phường An Thới.
- Chuyển khu phố Hưng Lợi thuộc Quận Nhì thành phường Hưng Lợi.
- Chuyển khu phố Hưng Phú thuộc Quận Nhì thành phường Hưng Phú.
- Chuyển khu phố Hưng Thạnh thuộc Quận Nhì thành phường Hưng Thạnh.

Ngày 20 tháng 9 năm 1975, Bộ Chính trị ban hành Nghị quyết số 245-NQ/TW về việc hợp nhất tỉnh Cần Thơ (ngoại trừ huyện Thốt Nốt), tỉnh Sóc Trăng, tỉnh Trà Vinh, tỉnh Vĩnh Long thành một tỉnh, tên gọi tỉnh mới cùng với nơi đặt tỉnh lỵ sẽ do địa phương đề nghị lên.
Ngày 20 tháng 12 năm 1975, Bộ Chính trị ban hành Nghị quyết số 19/NQ về việc hợp nhất tỉnh Cần Thơ (bao gồm cả huyện Thốt Nốt của tỉnh Long Xuyên), tỉnh Sóc Trăng thành một tỉnh mới, tên gọi tỉnh mới cùng với nơi đặt tỉnh lỵ sẽ do địa phương đề nghị lên.

## Tỉnh Hậu Giang (1976 – 1991)

#### Ngày 24 tháng 3 năm 1976, Chính phủ ban hành Quyết định số 17/QĐ-76 về việc hợp nhất ba đơn vị hành chính cấp tỉnh ngang bằng nhau là tỉnhCần Thơ, tỉnhSóc Trăngvà thành phốCần Thơthành tỉnh mới, lấy tên là tỉnhHậu Giang.
- Giải thể Quận Nhứt và Quận Nhì thuộc thành phố Cần Thơ.
- Các phường, xã trực thuộc thành phố Cần Thơ.
- Chuyển thành phố Cần Thơ trực thuộc tỉnh Hậu Giang.
- Hợp nhất hai phường Hưng Phú và Hưng Thạnh thuộc Quận Nhì cũ thành phường Thạnh Phú.
- Giải thể phường An Thới, nhập địa bàn vào các phường mới Bình Thủy và Cái Khế.
- Thành lập mới phường Bình Thủy trên cơ sở một phần nhỏ đất đai trước thuộc xã Long Tuyền.
- Tách đất hai phường An Hòa và An Cư thuộc Quận Nhứt cũ để lập mới phường Cái Khế.
- Đổi tên huyện Châu Thành thuộc tỉnh Sóc Trăng thành huyện Mỹ Tú.

Thành phố Cần Thơ có 8 phường: An Cư, An Hòa, An Lạc, An Nghiệp, Bình Thủy, Cái Khế, Hưng Lợi, Thạnh Phú và 2 xã: An Bình, Long Tuyền.

#### Ngày 15 tháng 12 năm 1977, Hội đồng Chính phủ ban hành Quyết định 330-CP[115]về việc hợp nhất huyệnLong Mỹvà thị xãVị Thanhthuộc tỉnhHậu Giangthành huyệnLong Mỹ:
- Hợp nhất huyện Long Mỹ và thị xã Vị Thanh thuộc tỉnh Hậu Giang thành một đơn vị hành chính lấy tên là huyện Long Mỹ thuộc tỉnh Hậu Giang.
- Thị xã Vị Thanh chuyển xuống thành thị trấn Vị Thanh thuộc huyện Long Mỹ, tỉnh Hậu Giang.

#### Ngày 23 tháng 10 năm 1978, Hội đồng Chính phủ ban hành Quyết định số 273-CP[116]về việc thành lập xã Vị Tân thuộc huyệnLong Mỹ, tỉnhHậu Giangvà xác định địa giới của thị trấn Vị Thanh, thuộc huyệnLong Mỹcùng tỉnh:
- Thành lập xã Vị Tân thuộc huyện Long Mỹ, tỉnh Hậu Giang.
- Xác định địa giới của xã Vị Tân thuộc huyện Long Mỹ:
  - Phía Đông giáp xã Vị Thủy
  - Phía Tây giáp xã Vĩnh Hòa Hưng, huyện Gò Quao, tỉnh Kiên Giang
  - Phía Nam giáp thị trấn Vị Thanh
  - Phía Bắc giáp xã Hòa Thuận, huyện Giồng Riềng, tỉnh Kiên Giang.
- Xác định địa giới của thị trấn Vị Thanh thuộc huyện Long Mỹ:
  - Phía Đông giáp xã Vị Thủy
  - Phía Tây và phía Bắc giáp xã Vị Tân
  - Phía Nam giáp xã Vĩnh Thuận Đông.

#### Ngày 21 tháng 4 năm 1979, Hội đồng Chính phủ ban hành Quyết định số 174-CP[117]về việc điều chỉnh địa giới xã thuộc tỉnhHậu Giang:
1. Huyện Long Mỹ
- Chia xã Vĩnh Thuận Đông thành hai xã lấy tên là xã Vĩnh Thuận Đông và xã Vĩnh Thuận Tây.
- Chia xã Thuận Hưng thành hai xã lấy tên là xã Thuận Hưng và xã Thuận Hòa.
- Chia xã Hỏa Lựu thành hai xã lấy tên là xã Hỏa Lựu và xã Hỏa Tiến.
- Chia xã Long Phú thành hai xã lấy tên là xã Long Phú và xã Tân Phú.
- Chia xã Vĩnh Viễn thành hai xã lấy tên là xã Vĩnh Viễn và xã Vĩnh Lập.
- Chia xã Long Bình thành hai xã lấy tên là xã Long Bình và xã Long Hòa.
- Chia xã Vị Tân thành hai xã lấy tên là xã Vị Tân và xã Vị Đông.
- Sáp nhập ấp 8 của xã Thuận Hưng và ấp 9 của xã Long Trị cũ vào thị trấn Long Mỹ.

2. Huyện Thạnh Trị
- Chia xã Vĩnh Quới thành hai xã lấy tên là xã Vĩnh Quới và xã Vĩnh Biên.
- Chia xã Tuân Tức thành hai xã lấy tên là xã Tuân Tức và xã Thạnh Cường.
- Chia xã Vĩnh Lợi thành hai xã lấy tên là xã Vĩnh Lợi và xã Vĩnh Tân.
- Chia xã Mỹ Quới thành ba xã lấy tên là xã Mỹ Quới, xã Lê Hoàng Chu và xã Mai Thanh Thế.
- Chia xã Châu Hưng thành hai xã lấy tên là xã Châu Hưng và xã Nam Quang.
- Chia xã Tân Long thành hai xã lấy tên là xã Tân Long và xã Dân Hòa.

3. Huyện Kế Sách
- Chia xã Ba Trinh thành hai xã lấy tên là xã Ba Trinh và xã Trịnh Phú.
- Chia xã Kế An thành hai xã lấy tên là xã Kế An và xã Kế Thành.

4. Huyện Phụng Hiệp
- Chia xã Hòa An thành ba xã lấy tên là xã Hòa An, xã Hòa Lợi và xã Hòa Lộc.
- Chia xã Tân Bình thành ba xã lấy tên là xã Tân Bình, xã Bình Chánh và xã Bình Thành.
- Chia xã Hiệp Hưng thành hai xã lấy tên là xã Hiệp Hưng và xã Hưng Điền.

5. Thành phố Cần Thơ
- Chia phường An Lạc thành hai phường lấy tên là phường Tân An và phường An Lạc.
- Chia phường An Cư thành hai phường lấy tên là phường An Hội và phường An Cư.
- Chia phường An Nghiệp thành hai phường lấy tên là phường An Phú và phường An Nghiệp.
- Sáp nhập khóm 1 của phường An Hòa vào phường Cái Khế.
- Chia phường Cái Khế thành hai phường lấy tên là phường Thới Bình và phường Cái Khế.
- Chia phường Bình Thủy thành hai phường lấy tên là phường Bình Thủy và phường An Thới (gồm cả Cồn Sơn).
- Chia phường Thạnh Phú thành hai đơn vị lấy tên là phường Hưng Phú và xã Hưng Thạnh.
- Chia phường Hưng Lợi thành hai phường lấy tên là phường Xuân Khánh và phường Hưng Lợi.
- Chia xã Long Tuyền thành hai xã lấy tên là xã Long Hòa và xã Long Tuyền.
- Sáp nhập xã Mỹ Khánh, xã Giai Xuân và ấp Thới Thuận, ấp Thới Hòa, ấp Thới Ngươn của xã Thới An Đông thuộc huyện Châu Thành vào thành phố Cần Thơ.

#### Ngày 15 tháng 9 năm 1981, Hội đồng Bộ trưởng ban hành Quyết định số 70-HĐBT[118]về việc chia xã để thành lập xã mới thuộc tỉnhHậu Giang:
1. Huyện Thốt Nốt
- Chia xã Thạnh An thành hai xã lấy tên là xã Thạnh An và xã Thạnh Thắng.

2. Huyện Châu Thành
- Chia xã Phú Hữu thành ba xã lấy tên là xã Phú Hữu, xã Phú Hòa và xã Phú Tân.
- Chia xã Đông Phước thành ba xã lấy tên là xã Đông Phước, xã Đông Sơn và xã Đông An.
- Chia xã Nhơn Nghĩa thành hai xã lấy tên là xã Nhơn Nghĩa và xã Nhơn Hòa.
- Chia xã Trường Long Tây thành ba xã lấy tên là xã Trường Lộc, xã Trường Hưng và xã Trường Bình.
- Chia xã Tân Hòa thành hai xã lấy tên là xã Tân Hòa và xã Tân Thuận.

3. Huyện Vĩnh Châu
- Chia xã Lai Hòa thành bốn xã lấy tên là xã Lai Hòa, xã Hòa Hải, xã Hòa Phước và xã Hòa Điền.
- Chia xã Vĩnh Phước thành bảy xã lấy tên là xã Vĩnh Phước, xã Vĩnh Tân, xã Vĩnh Thành, xã Vĩnh Tiến, xã Vĩnh Bình, xã Vĩnh Hiệp và xã Vĩnh Tỉnh.
- Chia xã Khánh Hòa thành bốn xã lấy tên là xã Khánh Hòa, xã Châu Khánh, xã Hòa Khởi và xã Hòa Đông.
- Chia xã Lạc Hòa thành hai xã lấy tên là xã Lạc Hòa và xã Hòa Thanh.
- Chia xã Vĩnh Châu thành bốn xã lấy tên là xã Vĩnh Châu, xã Vĩnh Khánh, xã Vĩnh Hải và xã Vĩnh Hòa.

4. Huyện Long Mỹ
- Chia xã Vị Thủy thành ba xã lấy tên là xã Vị Thủy, xã Vị Thắng và xã Vị Lợi.
- Chia xã Vĩnh Tường thành ba xã lấy tên là xã Vĩnh Tường, Vĩnh Trung và xã Vĩnh Hiếu.
- Chia xã Vị Thanh thành ba xã lấy tên là xã Vị Thanh, xã Vị Xuân và xã Vị Bình.
- Chia xã Long Trị thành hai xã lấy tên là xã Long Trị và xã Long Tân.
- Chia xã Xà Phiên thành hai xã lấy tên là xã Xà Phiên và xã Tân Thành.
- Chia xã Lương Tâm thành hai xã lấy tên là xã Lương Tâm và xã Lương Nghĩa.

Huyện Long Mỹ có  2 thị trấn Long Mỹ (huyện lỵ), Vị Thanh và 29 xã: Hỏa Lựu, Hỏa Tiến, Long Bình, Long Hòa, Long Phú, Long Tân, Long Trị, Lương Nghĩa, Lương Tân, Tân Phú, Thuận Hòa, Thuận Hưng, Tân Thành, Vị Bình, Vị Đông, Vị Lợi, Vị Tân, Vị Thanh, Vị Thắng, Vị Thủy, Vị Xuân, Vĩnh Hiếu, Vĩnh Lập, Vĩnh Thuận Đông, Vĩnh Thuận Tây, Vĩnh Tường, Vĩnh Trung, Vĩnh Viễn, Xà Phiên.

#### Ngày 26 tháng 10 năm 1981, Hội đồng Bộ trưởng ban hành Quyết định số 119-HĐBT[119]về việc phân vạch địa giới một số huyện thuộc tỉnhHậu Giang:
Chia huyện Long Mỹ thành hai huyện Long Mỹ và Mỹ Thanh thuộc tỉnh Hậu Giang
- Huyện Long Mỹ có 38.388,92 hécta diện tích tự nhiên (diện tích canh tác 29.366,30 hécta), dân số là 109.867 người; có 16 đơn vị hành chính cấp xã trực thuộc, bao gồm thị trấn Long Mỹ (huyện lỵ) và 15 xã: Long Bình, Long Hòa, Long Phú, Long Tâm, Long Trị, Lương Nghĩa, Lương Tân, Tân Phú, Thuận Hòa, Thuận Hưng, Tân Thành, Vị Thắng, Vĩnh Thuận Đông, Vĩnh Viễn, Xà Phiên.
- Huyện Mỹ Thanh có 35.283,43 hécta diện tích tự nhiên (diện tích canh tác 23.128,69 hécta), dân số là 104.675 người; có 15 đơn vị hành chính cấp xã trực thuộc, bao gồm thị trấn Vị Thanh (huyện lỵ) và 14 xã: Hỏa Lựu, Hỏa Tiến, Vị Bình, Vị Đông, Vị Lợi, Vị Tân, Vị Thanh, Vị Thủy, Vị Xuân, Vĩnh Hiếu, Vĩnh Lập, Vĩnh Thuận Tây, Vĩnh Tường, Vĩnh Trung.

#### Ngày 6 tháng 4 năm 1982, Hội đồng Bộ trưởng ban hành Quyết định số 64-HĐBT[120]về việc đổi tên huyệnMỹ Thanhthuộc tỉnhHậu Giang:
- Đổi tên huyện Mỹ Thanh thuộc tỉnh Hậu Giang thành huyện Vị Thanh.
- Huyện Vị Thanh có 15 đơn vị hành chính cấp xã trực thuộc, bao gồm thị trấn Vị Thanh (huyện lỵ) và 14 xã: Hỏa Lựu, Hỏa Tiến, Vị Bình, Vị Đông, Vị Lợi, Vị Tân, Vị Thanh, Vị Thủy, Vị Xuân, Vĩnh Hiếu, Vĩnh Lập, Vĩnh Thuận Tây, Vĩnh Tường, Vĩnh Trung.

#### Ngày 7 tháng 7 năm 1982, Hội đồng Bộ trưởng ban hành Quyết định số 111-HĐBT[121]về việc phân vạch địa giới xã thuộc tỉnhHậu Giang:
1. Huyện Mỹ Xuyên
- Chia xã Thạnh Quới thành hai xã lấy tên là xã Thạnh Quới và xã Thạnh Hưng.
- Chia xã Thạnh Phú thành hai xã lấy tên là xã Thạnh Phú và xã Thạnh Lợi.
- Chia xã Đại Tâm thành hai xã lấy tên là xã Đại Tâm và xã Đại Trí.
- Chia xã Tham Đôn thành hai xã lấy tên là xã Tham Đôn 1 và xã Tham Đôn 2.
- Chia xã Tài Văn thành hai xã lấy tên là xã Tài Văn và xã Tài Chương.
- Chia xã Gia Hòa thành hai xã lấy tên là xã Gia Hòa Tây và xã Gia Hòa Đông.
- Chia xã Viên An thanh ba xã lấy tên là xã Viên An, xã Viên Bình và xã Viên Hòa.
- Chia xã Ngọc Tố thành ba xã lấy tên là xã Ngọc Tố, xã Ngọc Đông và xã Ngọc Anh.
- Chia xã Hòa Tú thành ba xã lấy tên là xã Hòa Tú, xã Hòa Phú và xã Hòa Đức.
- Chia xã Thạnh Thới An thành 4 xã lấy tên là xã Thạnh Thới An, và xã Thạnh Thới Thuận, xã Thạnh Thới Hòa và xã Thạnh Thới Bình.

2. Huyện Thạnh Trị
- Chia xã Lâm Kiết thành hai xã lấy tên là xã Lâm Kiết và xã Lâm Tân.
- Chia xã Thạnh Trị thành hai xã lấy tên là xã Thạnh Trị và xã Thạnh Tân.

#### Ngày 28 tháng 3 năm 1983, Hội đồng Bộ trưởng ban hành Quyết định số 21-HĐBT[122]về việc phân vạch địa giới xã thuộc tỉnhHậu Giang:
1. Huyện Thốt Nốt
- Chia xã Trung An thành hai xã lấy tên là xã Trung An và xã Trung Hưng.
- Chia xã Thạnh Quới thành hai xã lấy tên là xã Thạnh Quới và Thạnh Lộc.
- Chia xã Trung Nhứt thành hai xã lấy tên là xã Trung Nhứt và xã Trung Kiên.

2. Huyện Ô Môn
- Thành lập xã Đông Hiệp gồm ấp Thới Hiệp của xã Thới Đông và một phần của ấp Thới Hữu thuộc xã Thới Lai cùng huyện đưa sang.
- Chia xã Thới Đông thành năm xã lấy tên là xã Thới Đông, xã Thới Xuân, xã Thới Phước, xã Đông Bình và xã Đông Thuận.
- Chia xã Thới Lai thành năm xã lấy tên là xã Thới Lai, xã Thới Hòa, xã Thới Khương Ninh, xã Thới Khương Bình và xã Thới Hữu.
- Chia xã Trường Xuân thành năm xã lấy tên là xã Trường Xuân, xã Xuân Mai, xã Xuân Bình, xã Xuân Đại và xã Xuân Thắng.
- Tách ấp Định Khánh A và một phần ấp Định Khánh B của xã Định Môn để sáp nhập vào xã Trường Thành cùng huyện.
- Chia xã Trường Thành thành ba xã lấy tên là xã Trường Thành, xã Trường Tân và xã Trường An.
- Tách ấp Thới Hòa C của xã Thới Thạnh để sáp nhập vào xã Thới Long cùng huyện.
- Chia xã Thới Long thành hai xã lấy tên là xã Thới Long và xã Thới Hưng.
- Tách ấp Định Phước của xã Định Môn để sáp nhập vào xã Thới Thạnh cùng huyện.
- Chia xã Thới Thạnh thành hai xã lấy tên là xã Thới Thạnh và xã Tân Thạnh.
- Tách ấp Thới Phong của xã Thới An để sáp nhập vào xã Phước Thới cùng huyện.
- Chia xã Phước Thới thành hai xã lấy tên là xã Phước Thới và xã Phước An.

3. Huyện Phụng Hiệp
- Thành lập xã Quyết Thắng gồm 720 hécta đất của xã Hiệp Hưng và 290 hécta đất của xã Hưng Điền cùng huyện.
- Chia xã Phụng Hiệp thành hai xã lấy tên là xã Phụng Hiệp và xã Hiệp Lợi.
- Chia xã Thạnh Hòa thành hai xã lấy tên là xã Thạnh Hòa và xã Tầm Vu.
- Chia xã Long Thạnh thành ba xã lấy tên là xã Long Thạnh, xã Tân Long và xã Thạnh Long.
- Chia xã Đại Thành thành hai xã lấy tên là xã Đại Thành và xã Tân Thành.
- Chia xã Hòa Mỹ thành ba xã lấy tên là xã Hòa Mỹ, xã Hòa Hiệp và xã Hòa Thuận.

#### Ngày 23 tháng 12 năm 1988, Hội đồng Bộ trưởng ban hành Quyết định số 192-HĐBT[123]về việc phân vạch địa giới hành chính một số xã thuộc huyệnMỹ Tú, tỉnhHậu Giang:
- Tách đất các xã Long Hưng, An Ninh, Hồ Đắc Kiện, Mỹ Hương thành lập một xã lấy tên là xã Thiện Mỹ.
- Chia xã Hồ Đắc Kiện thành hai xã lấy tên là xã Hồ Đắc Kiện và xã Thuận Hòa.
- Chia xã Long Hưng thành hai xã lấy tên là xã Long Hưng và xã Hưng Phú.
- Chia xã An Ninh thành hai xã lấy tên là xã An Ninh và xã An Hiệp.
- Tách đất các xã Mỹ Phước, Phú Mỹ, Thuận Hưng thành lập một xã lấy tên là xã Mỹ Thuận.
- Chia xã Phú Tâm thành hai xã lấy tên là xã Phú Tâm và Phú Tân.

#### Ngày 16 tháng 9 năm 1989, Hội đồng Bộ trưởng ban hành Quyết định số 128-HĐBT[124]về việc phân vạch, điều chỉnh địa giới hành chính một số xã thuộc các huyệnChâu Thành,Mỹ Xuyên,Ô Môn,Phụng Hiệp,Thạnh Trị,Thốt Nốt,Vị Thanh,Vĩnh Châu, tỉnhHậu Giang:
1. Huyện Châu Thành
- Hợp nhất xã Thường Thạnh và xã Thường Thạnh Đông thành một xã lấy tên là xã Đông Thạnh.
- Hợp nhất xã Phú Hữu, xã Phú Hòa và xã Phú Tân thành một xã lấy tên là xã Phú Hữu.
- Hợp nhất xã Đông Phước, xã Đông Sơn và xã Đông An thành một xã lấy tên là xã Đông Phước.
- Hợp nhất xã Nhơn Nghĩa và xã Nhơn Hòa thành một xã lấy tên là xã Nhơn Nghĩa.
- Hợp nhất xã Trường Lộc, xã Trường Hưng và xã Trường Bình thành một xã lấy tên là xã Trường Long Tây.

2. Huyện Mỹ Xuyên
- Hợp nhất xã Thạnh Quới và xã Thạnh Hưng thành một xã lấy tên là xã Thạnh Quới.
- Hợp nhất xã Thạnh Phú và xã xã Thạnh Lợi thành một xã lấy tên là xã Thạnh Phú.
- Hợp nhất xã Đại Tâm và xã Đại Trí thành một xã lấy tên là xã Đại Tâm.
- Hợp nhất xã Tham Đôn 1 và xã Tham Đôn 2 thành một xã lấy tên là xã Tham Đôn.
- Hợp nhất xã Tài Văn và xã Tài Chương thành một xã lấy tên là xã Tài Văn.
- Giải thể xã Gia Hòa Đông và xã Gia Hòa Tây để thành lập hai xã lấy tên là xã Gia Hòa 1 và xã Gia Hòa 2.
- Giải thể xã Viên Hòa, nhập địa bàn vào xã Viên An và xã Viên Bình.
- Giải thể xã Ngọc Anh, nhập địa bàn vào xã Ngọc Tố và xã Ngọc Đông.
- Giải thể xã Hòa Tú, xã Hòa Phú và xã Hòa Đức để thành lập xã Hòa Tú 1 và xã Hòa Tú 2.
- Hợp nhất xã Thạnh Thới An và xã Thạnh Thới Hòa thành một xã lấy tên là xã Thạnh Thới An.
- Hợp nhất xã Thạnh Thới Thuận và xã Thạnh Thới Bình thành một xã lấy tên là xã Thạnh Thới Thuận.

3. Huyện Ô Môn
- Hợp nhất xã Thới Lai, xã Thới Hòa, xã Thới Khương Ninh, xã Thới Khương Bình và xã Thới Hữu thành một xã lấy tên là xã Thới Lai.
- Hợp nhất xã Xuân Mai và xã Xuân Bình thành một xã lấy tên là xã Xuân Bình.
- Hợp nhất xã Xuân Đại và xã Xuân Thắng thành một xã lấy tên là xã Xuân Thắng.
- Tách ấp Định Khánh A và một phần ấp Định Khánh B của xã Định Môn để sáp nhập vào xã Trường Thành cùng huyện.
- Hợp nhất ba xã Trường Thành, xã Trường Tân và xã Trường An thành một xã lấy tên là xã Trường Thành.
- Hợp nhất xã Thới Long và xã Thới Hưng thành một xã lấy tên là xã Thới Long.
- Hợp nhất xã Thới Thạnh và xã Tân Thạnh thành một xã lấy tên là xã Thới Thạnh.
- Hợp nhất xã Phước Thới và xã Phước An thành một xã lấy tên là xã Phước Thới.

4. Huyện Phụng Hiệp
- Hợp nhất xã Bình Chánh và xã Bình Thành thành một xã lấy tên là xã Bình Thành.
- Hợp nhất xã Đại Thành và xã Tân Thành thành một xã lấy tên là xã Đại Thành.
- Hợp nhất xã Phụng Hiệp và xã Hiệp Lợi thành một xã lấy tên là xã Phụng Hiệp.
- Hợp nhất xã Thạnh Hòa và xã Tầm Vu thành một xã lấy tên là xã Thạnh Hòa.
- Hợp nhất xã Tân Long và xã Thạnh Long thành một xã lấy tên là xã Tân Long.
- Hợp nhất xã Hòa Mỹ, xã Hòa Hiệp và xã Hòa Thuận thành một xã lấy tên là xã Hòa Mỹ.
- Hợp nhất xã Hòa An, xã Hòa Lộc và xã Hòa Lợi thành một xã lấy tên là xã Hòa An.

5. Huyện Thạnh Trị
- Hợp nhất xã Tuân Tức và xã Thạnh Cường thành một xã lấy tên là xã Thạnh Cường.
- Hợp nhất xã Vĩnh Tân và xã Vĩnh Lợi thành một xã lấy tên là xã Vĩnh Tân.
- Hợp nhất xã Mỹ Quới, xã Lê Hoàng Chu và xã Mai Thanh Thế thành một xã lấy tên là xã Mỹ Quới.
- Hợp nhất xã Châu Hưng và xã Nam Quang thành một xã lấy tên là xã Châu Hưng.
- Hợp nhất xã Tân Long và xã Dân Hòa thành một xã lấy tên là xã Tân Long.

6. Huyện Thốt Nốt
- Hợp nhất xã Trung Kiên và xã Trung Nhứt thành một xã lấy tên là xã Trung Nhứt.

7. Huyện Vị Thanh
- Giải thể xã Vị Lợi, nhập địa bàn vào xã Vị Thủy, xã Vị Xuân và xã Vĩnh Hiếu.

8. Huyện Vĩnh Châu
- Hợp nhất xã Hòa Hải, xã Hòa Phước và xã Hòa Điền thành một xã lấy tên là xã Hòa Hải.
- Hợp nhất xã Vĩnh Thành và xã Vĩnh Tân thành một xã lấy tên là xã Vĩnh Tân.
- Hợp nhất xã Vĩnh Bình và xã Vĩnh Tiến thành một xã lấy tên là xã Vĩnh Tiến.
- Hợp nhất xã Vĩnh Tỉnh và xã Vĩnh Hiệp thành một xã lấy tên là xã Vĩnh Hiệp.
- Hợp nhất xã Khánh Hòa và xã Châu Khánh thành một xã lấy tên là xã Khánh Hòa.
- Hợp nhất xã Hòa Khởi và xã Hòa Đông thành một xã lấy tên là xã Hòa Đông.

#### Ngày 7 tháng 12 năm 1990, Ban Tổ chức – Cán bộ của Chính phủ ban hành Quyết định số 547/QĐ-TCCP[125]về việc điều chỉnh địa giới hành chính một số xã thuộc các huyệnPhụng HiệpvàVĩnh Châu, tỉnhHậu Giang:
1. Huyện Phụng Hiệp
- Sáp nhập xã Tân Long vào xã Long Thạnh.
- Sáp nhập xã Bình Thành vào xã Tân Bình.
- Sáp nhập xã Hưng Điền vào xã Hiệp Hưng.

2. Huyện Vĩnh Châu
- Giải thể xã Hòa Hải, nhập địa bàn vào xã Lai Hòa và xã Vĩnh Tân.
- Giải thể xã Vĩnh Tiến, nhập địa bàn vào xã Vĩnh Phước và xã Vĩnh Hiệp.
- Giải thể xã Hòa Thanh, nhập địa bàn vào xã Khánh Hòa và xã Hòa Đông.

#### Ngày 28 tháng 1 năm 1991, Ban Tổ chức – Cán bộ của Chính phủ ban hành Quyết định số 36/QĐ-TCCP[126]về việc điều chỉnh địa giới hành chính một số xã thuộc các huyệnLong MỹvàVị Thanh, tỉnhHậu Giang:
1. Huyện Long Mỹ
- Sáp nhập xã Thuận Hòa vào xã Thuận Hưng.
- Sáp nhập xã Tân Phú vào xã Long Phú.
- Sáp nhập xã Long Hòa vào xã Long Bình.
- Sáp nhập xã Long Tân vào xã Long Trị.
- Sáp nhập xã Tân Thành vào xã Xà Phiên.
- Sáp nhập xã Lương Nghĩa vào xã Lương Tâm.

2. Huyện Vị Thanh
- Sáp nhập xã Vị Xuân vào xã Vị Đông.
- Sáp nhập xã Vị Bình vào xã Vị Thanh.

#### Ngày 2 tháng 8 năm 1991, Ban Tổ chức – Cán bộ của Chính phủ ban hành Quyết định số 364/QĐ-TCCP[127]về việc điều chỉnh địa giới hành chính xã thuộc huyệnVị Thanh, tỉnhHậu Giang
- Giải thể xã Vĩnh Hiếu, nhập địa bàn vào các xã Vĩnh Tường, Vĩnh Trung.

#### Ngày 21 tháng 12 năm 1991, Ban Tổ chức – Cán bộ của Chính phủ ban hành Quyết định[128]về việc điều chỉnh địa giới một số xã thuộc huyệnÔ Môn, tỉnhHậu Giang:
- Giải thể xã Đông Hiệp, nhập địa bàn vào xã Thới Đông và xã Thới Lai.
- Sáp nhập xã Thới Xuân vào xã Thới Đông.
- Sáp nhập xã Đông Bình vào xã Đông Thuận.
- Sáp nhập xã Xuân Bình vào xã Trường Xuân.

## Tỉnh Cần Thơ (1991 – 2003)

#### Ngày 26 tháng 12 năm 1991, Quốc hội ban hành Nghị quyết[129]về việc chia tỉnhHậu Giangthành tỉnhCần Thơvà tỉnhSóc Trăng.
1. Tỉnh Cần Thơ
- Tỉnh Cần Thơ có 7 đơn vị hành chính, bao gồm: Thành phố Cần Thơ và 6 huyện: Châu Thành, Long Mỹ, Ô Môn, Phụng Hiệp, Thốt Nốt, Vị Thanh.
- Tỉnh Cần Thơ có 3.022,30 km² diện tích tự nhiên và số dân là 1.614.350 người.
- Tỉnh lỵ: Thành phố Cần Thơ.

2. Tỉnh Sóc Trăng
- Tỉnh Sóc Trăng có 7 đơn vị hành chính bao gồm: Thị xã Sóc Trăng và 6 huyện: Kế Sách, Long Mỹ, Long Phú, Mỹ Tú, Mỹ Xuyên, Thạnh Trị, Vĩnh Châu.
- Tỉnh Sóc Trăng có 3.138,67 km² diện tích tự nhiên và số dân là 1.067.167 người.
- Tỉnh lỵ: Thị xã Sóc Trăng.

#### Ngày 25 tháng 1 năm 1994, Ban Tổ chức – Cán bộ của Chính phủ ban hành Quyết định số 03/QĐ-TCCP[132]về việc điều chỉnh địa giới xã thuộc các huyệnVị ThanhvàLong Mỹ, tỉnhCần Thơ:
- Sáp nhập xã Vĩnh Lập thuộc huyện Vị Thanh vào xã Vĩnh Viễn thuộc huyện Long Mỹ.

#### Ngày 21 tháng 4 năm 1998, Chính phủ ban hành Nghị định số 21/1998/NĐ-CP[133]về việc về thành lập thị trấn Cờ Đỏ và các xã Đông Bình, Đông Hiệp thuộc huyệnÔ Môn, tỉnhCần Thơ:
- Thành lập thị trấn Cờ Đỏ thuộc huyện Ô Môn trên cơ sở điều chỉnh 438 ha diện tích tự nhiên và 7.914 nhân khẩu của xã Thới Đông; 320 ha diện tích tự nhiên và 1.894 nhân khẩu của xã Thạnh Phú thuộc huyện Thốt Nốt.
- Thành lập xã Đông Bình thuộc huyện Ô Môn trên cơ sở điều chỉnh 2.770,56 ha diện tích tự nhiên và 6.720 nhân khẩu của xã Đông Thuận.
- Thành lập xã Đông Hiệp thuộc huyện Ô Môn trên cơ sở điều chỉnh 1.754 ha diện tích tự nhiên và 5.222 nhân khẩu của xã Thới Đông; 680 ha diện tích tự nhiên và 1.337 nhân khẩu của xã Thới Long; 914,9 ha diện tích tự nhiên và 3.054 nhân khẩu của xã Thới Lai.

Sau khi điều chỉnh địa giới hành chính:
- Thị trấn Cờ Đỏ có 758 ha diện tích tự nhiên và 9.808 nhân khẩu.
- Xã Đông Hiệp có 3.348,9 ha diện tích tự nhiên và 9.613 nhân khẩu.
- Xã Đông Thuận có 3.201,17 ha diện tích tự nhiên và 7.134 nhân khẩu.
- Xã Thới Đông có 3.500 ha diện tích tự nhiên và 11.912 nhân khẩu.
- Xã Thới Lai có 5.159,1 ha diện tích tự nhiên và 27.517 nhân khẩu.
- Xã Thới Long có 9.362 ha diện tích tự nhiên và 41.031 nhân khẩu.
- Xã Thạnh Phú thuộc huyện Thốt Nốt có 9.480 ha diện tích tự nhiên và 12.892 nhân khẩu.

#### Ngày 1 tháng 7 năm 1999, Chính phủ ban hành Nghị định số 45/1999/NĐ-CP[134]về việc thành lập thị xãVị Thanh, đổi tên huyệnVị Thanhthành huyệnVị Thủyvà thành lập các phường, xã, thị trấn thuộc thị xãVị Thanhvà huyệnVị Thủy, tỉnhCần Thơ:
1. Thành lập thị xã Vị Thanh thuộc tỉnh Cần Thơ trên cơ sở toàn bộ diện tích và dân số của thị trấn Vị Thanh, xã Vị Tân, xã Hỏa Lựu, xã Hỏa Tiến, 438 ha diện tích tự nhiên và 6.326 nhân khẩu của xã Vị Đông, huyện Vị Thanh.
2. Sau khi điều chỉnh địa giới hành chính, huyện Vị Thanh có 20.849,65 ha diện tích tự nhiên và 85.342 nhân khẩu và đổi tên thành huyện Vị Thủy thuộc tỉnh Cần Thơ.
3. Thành lập các phường thuộc thị xã Vị Thanh trên cơ sở thị trấn Vị Thanh (cũ), 438 ha diện tích tự nhiên và 6.326 nhân khẩu của xã Vị Đông thuộc huyện Vị Thanh.
- Thành lập Phường I trên cơ sở 102,63 ha diện tích tự nhiên và 6.402 nhân khẩu của thị trấn Vị Thanh thuộc huyện Vị Thanh.
- Thành lập Phường III trên cơ sở 1.270,36 ha diện tích tự nhiên và 7.109 nhân khẩu của thị trấn Vị Thanh thuộc huyện Vị Thanh.
- Thành lập Phường IV trên cơ sở 352,32 ha diện tích tự nhiên và 7.518 nhân khẩu của thị trấn Vị Thanh; 210 ha diện tích tự nhiên và 3.754 nhân khẩu của xã Vị Đông thuộc huyện Vị Thanh.
- Thành lập Phường V trên cơ sở 575,38 ha diện tích tự nhiên và 4.925 nhân khẩu; 228 ha diện tích tự nhiên và 2.572 nhân khẩu của xã Vị Đông thuộc huyện Vị Thanh.

4. Thành lập thị trấn và các xã thuộc huyện Vị Thủy và điều chuyển xã Vị Thắng của huyện Long Mỹ về huyện Vị Thủy.
- Chuyển xã Vị Thắng thuộc huyện Long Mỹ với 2.321,49 ha diện tích tự nhiên và 9.796 nhân khẩu về huyện Vị Thủy quản lý.
- Thành lập thị trấn Nàng Mau thuộc huyện Vị Thủy trên cơ sở 420 ha diện tích tự nhiên và 3.803 nhân khẩu của xã Vị Thủy; 204 ha diện tích tự nhiên và 1.819 nhân khẩu của xã Vị Thắng.
- Thành lập xã Vị Bình thuộc huyện Vị Thủy trên cơ sở 2.108,52 ha diện tích tự nhiên và 8.252 nhân khẩu của xã Vị Thanh.
- Thành lập xã Vị Trung thuộc huyện Vị Thủy trên cơ sở 2.141,73 ha diện tích tự nhiên và 8.299 nhân khẩu của xã Vị Thủy.

5. Sau khi điều chỉnh địa giới hành chính:
- Phường IV có 562,32 ha diện tích tự nhiên và 11.272 nhân khẩu.
- Phường V có 803,38 ha diện tích tự nhiên và 7.497 nhân khẩu.
- Thị xã Vị Thanh có 11.582,15 ha diện tích tự nhiên và 70.456 nhân khẩu; có 7 đơn vị hành chính cấp xã trực thuộc, bao gồm 4 phường: Phường I, Phường III, Phường IV, Phường V và 3 xã: Hỏa Lựu, Hỏa Tiến, Vị Tân.
- Huyện Vị Thủy có 23.171,04 ha diện tích tự nhiên và 95.138 nhân khẩu; có 10 đơn vị hành chính cấp xã, bao gồm thị trấn Nàng Mau và 9 xã: Vị Bình, Vị Đông, Vị Thanh, Vị Thắng, Vị Thủy, Vị Trung, Vĩnh Thuận Tây, Vĩnh Tường, Vĩnh Trung.
- Huyện Long Mỹ có 40.092,58 ha diện tích tự nhiên và 136.873 nhân khẩu; có 9 đơn vị hành chính cấp xã bao gồm thị trấn Long Mỹ và 8 xã: Long Bình, Long Phú, Long Trị, Lương Tâm, Thuận Hưng, Vĩnh Thuận Đông, Vĩnh Viễn, Xà Phiên.

#### Ngày 24 tháng 8 năm 1999, Chính phủ ban hành Nghị định số 80/1999/NĐ-CP[135]về việc thành lập các xã thuộc các huyệnThốt NốtvàPhụng Hiệp, tỉnhCần Thơ:
- Thành lập xã Trung Kiên thuộc huyện Thốt Nốt trên cơ sở 1.348,94 ha diện tích tự nhiên và 23.979 nhân khẩu của xã Trung Nhứt, 115 ha diện tích tự nhiên, 1.942 nhân khẩu của xã Thuận Hưng.
- Thành lập xã Tân Long thuộc huyện Phụng Hiệp trên cơ sở 2.172 ha diện tích tự nhiên và 15.799 nhân khẩu của xã Long Thạnh.

Sau khi điều chỉnh địa giới hành chính:
- Xã Trung Kiên thuộc huyện Thốt Nốt có 1.463,94 ha diện tích tự nhiên và 25.921 nhân khẩu.
- Xã Trung Nhứt thuộc huyện Thốt Nốt có 2.522,99 ha diện tích tự nhiên và 20.725 nhân khẩu.
- Xã Thuận Hưng thuộc huyện Thốt Nốt có 2.819,87 ha diện tích tự nhiên và 25.465 nhân khẩu.
- Xã Long Thạnh thuộc huyện Phụng Hiệp có 2.605 ha diện tích tự nhiên và 17.541 nhân khẩu.

#### Ngày 4 tháng 8 năm 2000, Chính phủ ban hành Nghị định số 28/2000/NĐ-CP[136]về việc thành lập thị trấn thuộc các huyệnThốt Nốt,Ô MônvàPhụng Hiệp, tỉnhCần Thơ:
- Thành lập thị trấn Thanh An thuộc huyện Thốt Nốt trên cơ sở 185,51 ha diện tích tự nhiên và 3.000 nhân khẩu của xã Thạnh Thắng; 1.595,1 ha diện tích tự nhiên và 9.157 nhân khẩu của xã Thạnh An.
- Thành lập thị trấn Thới Lai thuộc huyện Ô Môn trên cơ sở 946,51 ha diện tích tự nhiên và 10.183 nhân khẩu của xã Thới Lai.
- Thành lập thị trấn Cây Dương thuộc huyện Phụng Hiệp trên cơ sở 1.512 ha diện tích tự nhiên và 7.981 nhân khẩu của xã Hiệp Hưng.
- Thành lập thị trấn Kinh Cùng thuộc huyện Phụng Hiệp trên cơ sở 1.300 ha diện tích tự nhiên và 10.288 nhân khẩu của xã Hòa An.

Sau khi điều chỉnh địa giới hành chính:
- Thị trấn Thạnh An thuộc huyện Thốt Nốt có 1.781,61 ha diện tích tự nhiên và 12.157 nhân khẩu.
- Xã Thạnh An thuộc huyện Thốt Nốt có 6.736,29 ha diện tích tự nhiên và 16.566 nhân khẩu.
- Xã Thạnh Thắng thuộc huyện Thốt Nốt có 6.626,48 ha diện tích tự nhiên và 18.913 nhân khẩu.
- Xã Thới Lai thuộc huyện Ô Môn có 3.955,3 ha diện tích tự nhiên và 14.630 nhân khẩu.
- Xã Hiệp Hưng thuộc huyện Phụng Hiệp có 5.281 ha diện tích tự nhiên và 17.121 nhân khẩu.
- Xã Hòa An thuộc huyện Phụng Hiệp có 4.753 ha diện tích tự nhiên và 17.512 nhân khẩu.

#### Ngày 6 tháng 11 năm 2000, Chính phủ ban hành Nghị định số 64/2000/NĐ-CP[137]về việc điều chỉnh địa giới hành chính huyệnChâu Thànhđể tái lập huyệnChâu Thành A, tỉnhCần Thơ:
- Tái lập huyện Châu Thành A thuộc tỉnh Cần Thơ trên cơ sở 22.139 ha diện tích tự nhiên và 163.357 nhân khẩu của huyện Châu Thành.
- Huyện Châu Thành A có 8 đơn vị hành chính trực thuộc, bao gồm 8 xã: Nhơn Ái, Nhơn Nghĩa, Tân Hòa, Tân Phú Thạnh, Tân Thuận, Thạnh Xuân, Trường Long, Trường Long Tây.
- Sau khi điều chỉnh địa giới hành chính để tái lập huyện Châu Thành A, huyện Châu Thành có 18.851 ha diện tích tự nhiên và 121.689 nhân khẩu; có 6 đơn vị hành chính trực thuộc, bao gồm thị trấn Cái Răng và 5 xã: Đông Thạnh, Đông Phú, Đông Phước, Phú An, Phú Hữu.

#### Ngày 10 tháng 7 năm 2001, Chính phủ ban hành Nghị định số 37/2001/NĐ-CP[138]về việc thành lập xã, thị trấn thuộc các huyệnChâu ThànhvàChâu Thành A, tỉnhCần Thơ:
- Thành lập xã Phú Hữu A thuộc huyện Châu Thành trên cơ sở 1.799 ha diện tích tự nhiên và 10.593 nhân khẩu của xã Phú Hữu.
- Thành lập thị trấn Ngã Sáu thuộc huyện Châu Thành trên cơ sở 1.100 ha diện tích tự nhiên và 5.530 nhân khẩu của xã Đông Phước.
- Thành lập xã Đông Phước A thuộc huyện Châu Thành trên cơ sở 2.258 ha diện tích tự nhiên và 9.290 nhân khẩu của xã Đông Phước.
- Thành lập xã Nhơn Nghĩa A thuộc huyện Châu Thành A trên cơ sở 1.840 ha diện tích tự nhiên và 11.999 nhân khẩu của xã Nhơn Nghĩa.
- Thành lập xã Trường Long A thuộc huyện Châu Thành A trên cơ sở 2.771 ha diện tích tự nhiên và 10.619 nhân khẩu của xã Trường Long Tây.

Sau khi điều chỉnh địa giới hành chính:
- Xã Đông Phước thuộc huyện Châu Thành còn lại 2.541 ha diện tích tự nhiên và 12.664 nhân khẩu.
- Xã Phú Hữu thuộc huyện Châu Thành còn lại 3.284 ha diện tích tự nhiên và 20.102 nhân khẩu.
- Xã Nhơn Nghĩa thuộc huyện Châu Thành A còn lại 2.066 ha diện tích tự nhiên và 16.713 nhân khẩu.
- Xã Trường Long Tây thuộc huyện Châu Thành A còn lại 2.165 ha diện tích tự nhiên và 7.678 nhân khẩu.

#### Ngày 19 tháng 4 năm 2002, Chính phủ ban hành Nghị định số 47/2002/NĐ-CP[139]về việc thành lập xã thuộc huyệnÔ Môn,Phụng HiệpvàThốt Nốt, tỉnhCần Thơ:
- Thành lập xã Trường Xuân A thuộc huyện Ô Môn trên cơ sở 3.679,07 ha diện tích tự nhiên và 13.094 nhân khẩu của xã Trường Xuân.
- Thành lập xã Bình Thành thuộc huyện Phụng Hiệp trên cơ sở 2.392,97 ha diện tích tự nhiên và 9.497 nhân khẩu của xã Tân Bình.
- Thành lập xã Trung Thạnh thuộc huyện Thốt Nốt trên cơ sở 2.194,8 ha diện tích tự nhiên và 15.864 nhân khẩu của xã Trung An.
- Thành lập xã Thạnh Mỹ thuộc huyện Thốt Nốt trên cơ sở 2.481,65 ha diện tích tự nhiên và 11.448 nhân khẩu của xã Thạnh Quới.

Sau khi điều chỉnh địa giới hành chính:
- Xã Trường Xuân thuộc huyện Ô Môn còn lại 2.812,98 ha diện tích tự nhiên và 12.590 nhân khẩu.
- Xã Tân Bình thuộc huyện Phụng Hiệp còn lại 3.863,51 ha diện tích tự nhiên và 19.139 nhân khẩu.
- Xã Thạnh Quới thuộc huyện Thốt Nốt còn lại 3.733,22 ha diện tích tự nhiên và 15.410 nhân khẩu.
- Xã Trung An thuộc huyện Thốt Nốt còn lại 1.385,2 ha diện tích tự nhiên và 12.919 nhân khẩu.

#### Ngày 12 tháng 5 năm 2003, Chính phủ ban hành Nghị định số 48/2003/NĐ-CP[140]về việc thành lập xã, phường, thị trấn thuộc huyệnChâu Thành A,Ô Môn,Phụng Hiệpvà thị xãVị Thanh, tỉnhCần Thơ:
- Thành lập thị trấn Một Ngàn – thị trấn huyện lỵ của huyện Châu Thành A trên cơ sở điều chỉnh 433 ha diện tích tự nhiên và 4.124 nhân khẩu của xã Tân Thuận, 297 ha diện tích tự nhiên và 2.632 nhân khẩu của xã Nhơn Nghĩa A.
- Thành lập xã Xuân Thắng thuộc huyện Ô Môn trên cơ sở 1.207,7 ha diện tích tự nhiên và 7.645 nhân khẩu của xã Thới Lai.
- Thành lập xã Tân Thành thuộc huyện Phụng Hiệp trên cơ sở 1.481,1 ha diện tích tự nhiên và 6.924 nhân khẩu của xã Đại Thành.
- Thành lập Phường VII thuộc thị xã Vị Thanh trên cơ sở 616 ha diện tích tự nhiên và 6.625 nhân khẩu của xã Hỏa Lựu.

Sau khi điều chỉnh địa giới hành chính:
- Thị trấn Một Ngàn thuộc huyện Châu Thành A có 730 ha diện tích tự nhiên và 6.756 nhân khẩu.
- Xã Tân Thuận thuộc huyện Châu Thành A còn lại 1.578 ha diện tích tự nhiên và 7.627 nhân khẩu.
- Xã Nhơn Nghĩa A thuộc huyện Châu Thành A còn lại 1.543 ha diện tích tự nhiên và 11.301 nhân khẩu.
- Xã Thới Lai thuộc huyện Ô Môn còn lại 2.608,53 ha diện tích tự nhiên và 11.157 nhân khẩu thuộc huyện Châu Thành A.
- Xã Đại Thành thuộc huyện Phụng Hiệp còn lại 2.696,32 ha diện tích tự nhiên và 13.486 nhân khẩu.
- Xã Hỏa Lựu thuộc thị xã Vị Thanh còn lại 1.711 ha diện tích tự nhiên và 7.122 nhân khẩu.

## Thành phố Cần Thơ

#### Ngày 26 tháng 11 năm 2003, Quốc hội ban hành Nghị quyết số 22/2003/QH11[141]về việc chia tỉnhCần Thơthành thành phốCần Thơtrực thuộc trung ương và tỉnhHậu Giang.
- Thành phố Cần Thơ trực thuộc trung ương có diện tích tự nhiên là 138.959,99 ha và dân số hiện tại là 1.112.121 người, bao gồm: diện tích và số dân của thành phố Cần Thơ cũ; huyện Ô Môn; huyện Thốt Nốt; một phần của huyện Châu Thành, bao gồm: thị trấn Cái Răng; các ấp Thạnh Mỹ, Thạnh Huề, Thạnh Thắng, Yên Hạ và 176 ha diện tích cùng với 2.216 người của ấp Phú Quới thuộc xã Đông Thạnh; các ấp Thạnh Hóa, Thạnh Hưng, Thạnh Thuận, An Hưng, Thạnh Phú, Phú Khánh, Khánh Bình và 254,19 ha diện tích cùng với 1.806 người của ấp Phú Hưng thuộc xã Phú An; các ấp Phú Thành, Phú Thạnh, Phú Thuận, Phú Thuận A và 304,61 ha diện tích cùng với 1.262 người của ấp Phú Lợi thuộc xã Đông Phú; một phần của huyện Châu Thành A, bao gồm: xã Trường Long; xã Nhơn Ái; xã Nhơn Nghĩa; ấp Tân Thạnh Đông và 84,7 ha diện tích cùng với 640 người của ấp Tân Thạnh Tây thuộc xã Tân Phú Thạnh.
- Tỉnh Hậu Giang có diện tích tự nhiên là 160.772,49 ha và dân số hiện tại là 766.105 người, bao gồm: diện tích và số dân của thị xã Vị Thanh; huyện Phụng Hiệp; huyện Long Mỹ; huyện Vị Thủy; phần còn lại của huyện Châu Thành và huyện Châu Thành A, trừ phần diện tích và số dân của hai huyện này đã được điều chỉnh về thành phố Cần Thơ trực thuộc trung ương. Tỉnh lỵ: Thị xã Vị Thanh.

#### Ngày 2 tháng 1 năm 2004, Chính phủ ban hành Nghị định số 05/2004/NĐ-CP[142]về việc thành lập các quậnBình Thủy,Cái Răng,Ninh Kiều,Ô Môn, các huyệnCờ Đỏ,Phong Điền,Thốt Nốt,Vĩnh Thạnhvà các xã, phường, thị trấn thuộc thành phốCần Thơtrực thuộc Trung ương:
1. Thành lập quận Bình Thủy thuộc thành phố Cần Thơ và các phường trực thuộc:
- Thành lập quận Bình Thủy trên cơ sở toàn bộ diện tích tự nhiên, dân số của các phường: An Thới, Bình Thủy, Trà Nóc và các xã: Long Hòa, Long Tuyền, Thới An Đông thuộc thành phố Cần Thơ cũ.
- Thành lập phường Long Hòa trên cơ sở toàn bộ 1.395,08 ha diện tích tự nhiên và 13.471 nhân khẩu của xã Long Hòa thuộc thành phố Cần Thơ cũ.
- Thành lập phường Long Tuyền trên cơ sở toàn bộ 1.413,55 ha diện tích tự nhiên và 13.250 nhân khẩu của xã Long Tuyền thuộc thành phố Cần Thơ cũ.
- Thành lập phường Thới An Đông trên cơ sở toàn bộ 1.167,56 ha diện tích tự nhiên và 9.438 nhân khẩu của xã Thới An Đông thuộc thành phố Cần Thơ cũ.
- Quận Bình Thủy có 6.877,69 ha diện tích tự nhiên và 86.279 nhân khẩu; có 6 đơn vị hành chính cấp xã trực thuộc, bao gồm 6 phường: An Thới, Bình Thủy, Long Hòa, Long Tuyền, Thới An Đông, Trà Nóc.

2. Thành lập quận Cái Răng thuộc thành phố Cần Thơ và các phường trực thuộc:
- Thành lập quận Cái Răng trên cơ sở toàn bộ diện tích tự nhiên, dân số của phường Hưng Phú, xã Hưng Thạnh thuộc thành phố Cần Thơ cũ; toàn bộ 246,37 ha diện tích tự nhiên và 13.968 nhân khẩu của thị trấn Cái Răng, 1.035,81 ha diện tích tự nhiên và 10.431 nhân khẩu của xã Đông Thạnh, 2.013,29 ha diện tích tự nhiên và 12.781 nhân khẩu của xã Đông Thạnh, 2.013,29 ha diện tích tự nhiên và 12.781 nhân khẩu của xã Phú An, 806,66 ha diện tích tự nhiên và 6.386 nhân khẩu của xã Đông Phú thuộc huyện Châu Thành; 531,52 ha diện tích tự nhiên và 6.339 nhân khẩu của xã Tân Phú Thạnh thuộc huyện Châu Thành A.
- Thành lập phường Ba Láng trên cơ sở 531,52 ha diện tích tự nhiên và 6.339 nhân khẩu của xã Tân Phú Thạnh thuộc huyện Châu Thành A.
- Thành lập phường Hưng Thạnh trên cơ sở toàn bộ 867,15 ha diện tích tự nhiên và 8.249 nhân khẩu của xã Hưng Thạnh thuộc thành phố Cần Thơ cũ.
- Thành lập phường Lê Bình trên cơ sở toàn bộ 246,37 ha diện tích tự nhiên và 13.968 nhân khẩu của thị trấn Cái Răng.
- Thành lập phường Phú Thứ trên cơ sở 2.013,29 ha diện tích tự nhiên và 12.781 nhân khẩu của xã Phú An thuộc huyện Châu Thành.
- Thành lập phường Tân Phú trên cơ sở 806,66 ha diện tích tự nhiên và 6.386 nhân khẩu của xã Đông Phú thuộc huyện Châu Thành.
- Thành lập phường Thường Thạnh trên cơ sở 1.035,81 ha diện tích tự nhiên và 10.431 nhân khẩu của xã Đông Thạnh thuộc huyện Châu Thành.
- Quận Cái Răng có 6.253,43 ha diện tích tự nhiên và 74.942 nhân khẩu; có 7 đơn vị hành chính cấp xã trực thuộc, bao gồm 7 phường: Ba Láng, Hưng Phú, Hưng Thạnh, Lê Bình, Phú Thứ, Tân Phú, Thường Thạnh.

3. Thành lập quận Ninh Kiều thuộc thành phố Cần Thơ và các phường trực thuộc:
- Thành lập quận Ninh Kiều trên cơ sở toàn bộ diện tích tự nhiên và dân số của các phường: An Cư, An Hòa, An Hội, An Lạc, An Nghiệp, An Phú, Cái Khế, Hưng Lợi, Tân An, Thới Bình, Xuân Khánh và xã An Bình thuộc thành phố Cần Thơ cũ.
- Thành lập phường An Bình thuộc quận Ninh Kiều trên cơ sở toàn bộ 1.193,17 ha diện tích tự nhiên và 18.906 nhân khẩu của xã An Bình.
- Quận Ninh Kiều có 2.922,04 ha diện tích tự nhiên và 206.213 nhân khẩu; có 12 đơn vị hành chính cấp xã trực thuộc, bao gồm 12 phường: An Bình, An Cư, An Hòa, An Hội, An Lạc, An Nghiệp, An Phú, Cái Khế, Hưng Lợi, Tân An, Thới Bình, Xuân Khánh.

4. Thành lập quận Ô Môn thuộc thành phố Cần Thơ và các phường trực thuộc:
- Thành lập quận Ô Môn trên cơ sở toàn bộ diện tích, dân số của thị trấn Ô Môn, 3 xã: Thới An, Phước Thới, Trường Lạc và 3.585,49 ha diện tích tự nhiên và 35.376 người của xã Thới Long thuộc huyện Ô Môn.
- Thành lập phường Châu Văn Liêm trên cơ sở toàn bộ 1.658,42 ha diện tích tự nhiên và 30.485 nhân khẩu của thị trấn Ô Môn.
- Thành lập phường Phước Thới trên cơ sở toàn bộ 2.682,57 ha diện tích tự nhiên và 20.193 nhân khẩu của xã Phước Thới.
- Thành lập phường Thới An trên cơ sở toàn bộ 2.430,62 ha diện tích tự nhiên và 26.474 nhân khẩu của xã Thới An.
- Thành lập phường Thới Long trên cơ sở 3.585,49 ha diện tích tự nhiên và 35.376 nhân khẩu của xã Thới Long.
- Thành lập phường Trường Lạc trên cơ sở toàn bộ 2.200,16 ha diện tích tự nhiên và 15.803 nhân khẩu của xã Trường Lạc.
- Quận Ô Môn có 12.557,26 ha diện tích tự nhiên và 128.331 nhân khẩu; có 5 đơn vị hành chính cấp xã trực thuộc, bao gồm 5 phường: Châu Văn Liêm, Thới An, Phước Thới, Trường Lạc, Thới Long.

5. Thành lập huyện Phong Điền thuộc thành phố Cần Thơ:
- Thành lập huyện Phong Điền trên cơ sở toàn bộ diện tích tự nhiên, dân số của các xã Mỹ Khánh, Giai Xuân thuộc thành phố Cần Thơ cũ; xã Tân Thới thuộc huyện Ô Môn và các xã Nhơn Ái, Nhơn Nghĩa, Trường Long thuộc huyện Châu Thành A.
- Huyện Phong Điền có 11.948,24 ha diện tích tự nhiên và 100.710 nhân khẩu; có 6 đơn vị hành chính cấp xã trực thuộc, bao gồm 6 xã: Giai Xuân, Mỹ Khánh, Nhơn Ái (huyện lỵ), Nhơn Nghĩa, Tân Thới, Trường Long.

6. Thành lập huyện Cờ Đỏ thuộc thành phố Cần Thơ và xã trực thuộc:
- Thành lập huyện Cờ Đỏ trên cơ sở toàn bộ diện tích tự nhiên, dân số của 2 thị trấn: Cờ Đỏ, Thới Lai, 11 xã: Thới Thạnh, Định Môn, Thới Đông, Trường Thành, Trường Xuân, Trường Xuân A, Đông Thuận, Xuân Thắng, Thới Lai, Đông Bình, Đông Hiệp và 6.981 ha diện tích tự nhiên và 13.017 nhân khẩu còn lại của xã Thới Long thuộc huyện Ô Môn.
- Thành lập xã Thới Hưng trên cơ sở 6.981 ha diện tích tự nhiên và 13.017 nhân khẩu của xã Thới Long thuộc huyện Ô Môn.
- Huyện Cờ Đỏ có 40.256,41 ha diện tích tự nhiên và 172.041 nhân khẩu; có 14 đơn vị hành chính cấp xã trực thuộc, bao gồm 2 thị trấn: Cờ Đỏ (huyện lỵ), Thới Lai và 12 xã: Định Môn, Đông Bình, Đông Hiệp, Đông Thuận, Thới Đông, Thới Hưng, Thới Lai, Thới Thạnh, Trường Thành, Trường Xuân, Trường Xuân A, Xuân Thắng.

7. Thành lập huyện Thốt Nốt thuộc thành phố Cần Thơ:
- Thành lập huyện Thốt Nốt trên cơ sở toàn bộ diện tích tự nhiên và dân số của thị trấn Thốt Nốt, 7 xã: Thuận Hưng, Trung Nhứt, Tân Lộc, Trung Kiên, Trung An, Trung Thạnh, Thới Thuận và 85,94 ha diện tích tự nhiên và 1.618 nhân khẩu còn lại của xã Vĩnh Trinh.
- Sáp nhập 85,94 ha diện tích tự nhiên và 1.618 nhân khẩu (phần còn lại của xã Vĩnh Trinh) vào xã Thới Thuận. Xã Thới Thuận có 2.891,50 ha diện tích tự nhiên và 32.586 nhân khẩu.
- Huyện Thốt Nốt có 17.110,08 ha diện tích tự nhiên và 189.641 nhân khẩu; có 8 đơn vị hành chính cấp xã trực thuộc, bao gồm thị trấn Thốt Nốt (huyện lỵ) và 7 xã: Tân Lộc, Thới Thuận, Thuận Hưng, Trung An, Trung Kiên, Trung Nhứt, Trung Thạnh.

8. Thành lập huyện Vĩnh Thạnh thuộc thành phố Cần Thơ và xã trực thuộc:
- Thành lập huyện Vĩnh Thạnh trên cơ sở toàn bộ diện tích tự nhiên và dân số của thị trấn Thạnh An, 7 xã: Thạnh An, Thạnh Lộc, Thạnh Quới, Thạnh Mỹ, Thạnh Phú, Thạnh Thắng, Trung Hưng và 2.811,47 ha diện tích tự nhiên và 19.171 nhân khẩu của xã Vĩnh Trinh thuộc huyện Thốt Nốt.
- Thành lập xã Vĩnh Trinh trên cơ sở 2.811,47 ha diện tích tự nhiên và 19.171 nhân khẩu của xã Vĩnh Trinh thuộc huyện Thốt Nốt.
- Huyện Vĩnh Thạnh có 41.034,84 ha diện tích tự nhiên và 153.964 nhân khẩu; có 9 đơn vị hành chính cấp xã trực thuộc, bao gồm thị trấn Thạnh An (huyện lỵ) và 8 xã: Thạnh An, Thạnh Lộc, Thạnh Mỹ, Thạnh Phú, Thạnh Quới, Thạnh Thắng, Trung Hưng, Vĩnh Trinh.

Thành phố Cần Thơ trực thuộc Trung ương sau khi điều chỉnh địa giới hành chính, thành lập các đơn vị hành chính trực thuộc có 138.959,99 ha diện tích tự nhiên và 1.112.121 nhân khẩu; có 8 đơn vị hành chính cấp huyện, bao gồm 4 quận: Bình Thủy, Cái Răng, Ninh Kiều, Ô Môn và 4 huyện: Cờ Đỏ, Phong Điền, Thốt Nốt, Vĩnh Thạnh.

#### Ngày 16 tháng 1 năm 2007, Chính phủ ban hành Nghị định số 11/2007/NĐ-CP[143]về việc thành lập phường, thị trấn thuộc các quậnNinh Kiều,Ô Mônvà các huyệnPhong Điền,Vĩnh Thạnh, thành phốCần Thơ:
- Thành lập phường An Khánh thuộc quận Ninh Kiều trên cơ sở điều chỉnh 441 ha diện tích tự nhiên và 7.731 nhân khẩu của phường An Bình.
- Thành lập phường Thới Hòa thuộc quận Ô Môn trên cơ sở điều chỉnh 702,84 ha diện tích tự nhiên và 7.766 người của phường Châu Văn Liêm.
- Thành lập thị trấn Phong Điền – thị trấn huyện lỵ huyện Phong Điền trên cơ sở điều chỉnh 753,82 ha diện tích tự nhiên và 11.852 nhân khẩu của xã Nhơn Ái.
- Thành lập thị trấn Vĩnh Thạnh – thị trấn huyện lỵ huyện Vĩnh Thạnh trên cơ sở điều chỉnh 367,79 ha diện tích tự nhiên và 1.695 nhân khẩu của xã Thạnh Quới; 369,78 ha diện tích tự nhiên và 3.126 nhân khẩu của xã Thạnh Mỹ.

Sau khi điều chỉnh địa giới hành chính:
- Phường An Bình còn lại 752,7 ha diện tích tự nhiên và 12.721 nhân khẩu.
- Quận Ninh Kiều có 2.922,57 ha diện tích tự nhiên và 209.274 nhân khẩu; có 13 đơn vị hành chính cấp xã trực thuộc, bao gồm 13 phường: An Bình, An Cư, An Hòa, An Hội, An Khánh, An Lạc, An Nghiệp, An Phú, Cái Khế, Hưng Lợi, Tân An, Thới Bình, Xuân Khánh.
- Phường Châu Văn Liêm còn lại 955,58 ha diện tích tự nhiên và 22.719 nhân khẩu.
- Quận Ô Môn có 12.557,26 ha diện tích tự nhiên và 127.889 nhân khẩu; có 6 đơn vị hành chính cấp xã trực thuộc, bao gồm 6 phường: Châu Văn Liêm, Phước Thới, Thới An, Thới Hòa, Trường Lạc, Thới Long.
- Xã Nhơn Ái còn lại 1.559,5 ha diện tích tự nhiên và 15.031 nhân khẩu.
- Huyện Phong Điền có 11.948,24 ha diện tích tự nhiên và 102.699 nhân khẩu; có 7 đơn vị hành chính trực thuộc, bao gồm thị trấn Phong Điền và 6 xã: Nhơn Ái, Nhơn Nghĩa, Tân Thới, Giai Xuân, Mỹ Khánh, Trường Long.
- Xã Thạnh Quới còn lại 3.337,84 ha diện tích tự nhiên và 12.358 nhân khẩu.
- Xã Thạnh Mỹ còn lại 2.140,84 ha diện tích tự nhiên và 10.925 nhân khẩu.
- Huyện Vĩnh Thạnh có 41.036,22 ha diện tích tự nhiên và 156.067 nhân khẩu; có 10 đơn vị hành chính cấp xã trực thuộc, bao gồm 2 thị trấn: Thạnh An, Vĩnh Thạnh và 8 xã: Thạnh An, Thạnh Lộc, Thạnh Mỹ, Thạnh Phú, Thạnh Quới, Thạnh Thắng, Trung Hưng, Vĩnh Trinh.

#### Ngày 6 tháng 11 năm 2007, Chính phủ ban hành Nghị định số 162/2007/NĐ-CP[144]về việc điều chỉnh địa giới hành chính xã, phường; thành lập xã, phường thuộc quậnBình Thủy, quậnÔ Môn, huyệnThốt Nốtvà huyệnVĩnh Thạnh, thành phốCần Thơ:
- Thành lập phường Bùi Hữu Nghĩa thuộc quận Bình Thủy trên cơ sở điều chỉnh 637,12 ha diện tích tự nhiên và 11.185 nhân khẩu của phường An Thới.
- Thành lập phường Trà An thuộc quận Bình Thủy trên cơ sở điều chỉnh 565,67 ha diện tích tự nhiên và 5.339 nhân khẩu của phường Trà Nóc.
- Thành lập phường Long Hưng thuộc quận Ô Môn trên cơ sở điều chỉnh 1.713,91 ha diện tích tự nhiên và 14.029 người của phường Thới Long.
- Thành lập xã Tân Hưng thuộc huyện Thốt Nốt trên cơ sở điều chỉnh 1.466,25 ha diện tích tự nhiên và 9.216 nhân khẩu của xã Thuận Hưng.
- Thành lập xã Thạnh Tiến thuộc huyện Vĩnh Thạnh trên cơ sở điều chỉnh 2.239,89 ha diện tích tự nhiên và 9.412 nhân khẩu của xã Thạnh An.

Sau khi điều chỉnh địa giới hành chính:
- Phường An Thới còn lại 384,83 ha diện tích tự nhiên và 14.445 nhân khẩu.
- Phường Trà Nóc còn lại 712 ha diện tích tự nhiên và 10.513 nhân khẩu.
- Quận Bình Thủy có 7.059,31 ha diện tích tự nhiên với 97.051 nhân khẩu; có 8 đơn vị hành chính cấp xã trực thuộc, bao gồm 8 phường: An Thới, Bình Thuỷ, Bùi Hữu Nghĩa, Long Hòa, Long Tuyền, Thới An Đông, Trà An, Trà Nóc.
- Phường Thới Long còn lại 1.927,78 ha diện tích tự nhiên và 20.609 nhân khẩu.
- Quận Ô Môn có 12.540,86 ha diện tích tự nhiên và 131.124 nhân khẩu; có 7 đơn vị hành chính cấp xã trực thuộc, bao gồm 7 phường: Châu Văn Liêm, Long Hưng, Phước Thới, Thới An, Thới Hòa, Thới Long, Trường Lạc.
- Xã Thuận Hưng còn lại 1.385,39 ha diện tích tự nhiên và 19.035 nhân khẩu.
- Huyện Thốt Nốt có 17.110,08 ha diện tích tự nhiên và 196.610 nhân khẩu; có 9 đơn vị hành chính trực thuộc, bao gồm thị trấn Thốt Nốt và 8 xã: Tân Hưng, Tân Lộc, Thới Thuận, Thuận Hưng, Trung An, Trung Kiên, Trung Nhứt, Trung Thạnh.
- Xã Thạnh An còn lại 4.488,69 ha diện tích tự nhiên và 10.447 nhân khẩu.
- Huyện Vĩnh Thạnh có 41.029,27 ha diện tích tự nhiên với 152.759 nhân khẩu; có 11 đơn vị hành chính trực thuộc, bao gồm 2 thị trấn: Thạnh An, Vĩnh Thạnh và 9 xã: Thạnh An, Thạnh Lộc, Thạnh Mỹ, Thạnh Phú, Thạnh Quới, Thạnh Tiến, Thạnh Thắng, Trung Hưng, Vĩnh Trinh.

#### Ngày 23 tháng 12 năm 2008, Chính phủ ban hành Nghị định số 12/NĐ-CP[145]về việc điều chỉnh địa giới hành chính xã, thành lập xã thuộc huyệnCờ Đỏ, huyệnThốt Nốt, huyệnVĩnh Thạnh; thành lập quậnThốt Nốtvà các phường trực thuộc; điều chỉnh địa giới hành chính huyệnCờ Đỏđể thành lập huyệnThới Laithuộc thành phốCần Thơ:
1. Điều chỉnh địa giới hành chính xã, thành lập xã thuộc huyện Cờ Đỏ, huyện Thốt Nốt, huyện Vĩnh Thạnh:
- Thành lập xã Vĩnh Bình thuộc huyện Thốt Nốt trên cơ sở điều chỉnh 1.095,67 ha diện tích tự nhiên và 3.191 nhân khẩu của xã Thới Thuận; 857,84 ha diện tích tự nhiên và 4.038 nhân khẩu của xã Trung Nhứt.
- Thành lập xã Thạnh Lợi thuộc huyện Vĩnh Thạnh trên cơ sở điều chỉnh 4.323,81 ha diện tích tự nhiên và 10.472 nhân khẩu của xã Thạnh Thắng.
- Thành lập xã Đông Thắng thuộc huyện Cờ Đỏ trên cơ sở điều chỉnh 1.501,82 ha diện tích tự nhiên và 5.128 nhân khẩu của xã Đông Hiệp.
- Thành lập xã Thới Xuân thuộc huyện Cờ Đỏ trên cơ sở điều chỉnh 1.710,64 ha diện tích tự nhiên và 7.009 nhân khẩu của xã Thới Đông.
- Thành lập xã Tân Thạnh thuộc huyện Cờ Đỏ trên cơ sở điều chỉnh 1.631,58 ha diện tích tự nhiên và 7.928 nhân khẩu của xã Thới Thạnh.
- Thành lập xã Trường Xuân B thuộc huyện Cờ Đỏ trên cơ sở điều chỉnh 2.014,89 ha diện tích tự nhiên và 7.503 nhân khẩu của xã Trường Xuân A.
- Thành lập xã Trường Thắng thuộc huyện Cờ Đỏ trên cơ sở điều chỉnh 1.481,86 ha diện tích tự nhiên và 6.466 nhân khẩu của xã Trường Thành; 656,54 ha diện tích tự nhiên và 4.711 nhân khẩu của xã Thới Lai.
- Điều chỉnh toàn bộ 1.953,51 ha diện tích tự nhiên và 7.229 nhân khẩu của xã Vĩnh Bình thuộc huyện Thốt Nốt về huyện Vĩnh Thạnh quản lý.
- Điều chỉnh 201,85 ha diện tích tự nhiên và 1.047 nhân khẩu của xã Trung Hưng thuộc huyện Vĩnh Thạnh về xã Trung Thạnh thuộc huyện Thốt Nốt quản lý.
- Điều chỉnh 1.197,90 ha diện tích tự nhiên và 11.116 nhân khẩu của xã Trung An thuộc huyện Thốt Nốt về huyện Cờ Đỏ quản lý.
- Điều chỉnh toàn bộ 2.399,56 ha diện tích tự nhiên và 18.063 nhân khẩu của xã Trung Thạnh thuộc huyện Thốt Nốt về huyện Cờ Đỏ quản lý.
- Điều chỉnh 545,19 ha diện tích tự nhiên và 2.426 nhân khẩu của xã Trung Hưng về xã Thạnh Lộc, huyện Vĩnh Thạnh quản lý.
- Điều chỉnh toàn bộ 9.570,53 ha diện tích tự nhiên và 20.520 nhân khẩu của xã Thạnh Phú thuộc huyện Vĩnh Thạnh về huyện Cờ Đỏ quản lý.
- Điều chỉnh toàn bộ 3.459,87 ha diện tích tự nhiên và 20.469 nhân khẩu còn lại của xã Trung Hưng thuộc huyện Vĩnh Thạnh về huyện Cờ Đỏ quản lý.

Sau khi điều chỉnh địa giới hành chính:
- Xã Đông Hiệp còn lại 1.642,66 ha diện tích tự nhiên và 6.288 nhân khẩu.
- Xã Thới Đông còn lại 1.874,42 ha diện tích tự nhiên và 6.121 nhân khẩu.
- Xã Thới Lai còn lại 1.762,76 ha diện tích tự nhiên và 6.600 nhân khẩu (được đổi tên thành xã Thới Tân).
- Xã Thới Thạnh còn lại 1.397,05 ha diện tích tự nhiên và 11.791 nhân khẩu.
- Xã Trường Thành còn lại 1.897,41 ha diện tích tự nhiên và 12.427 nhân khẩu.
- Xã Trung Thạnh có 2.399,56 ha diện tích tự nhiên và 18.063 nhân khẩu.
- Xã Trường Thắng có 2.138,4 ha diện tích tự nhiên và 11.177 nhân khẩu.
- Xã Trường Xuân A còn lại 1.664,32 ha diện tích tự nhiên và 7.157 nhân khẩu.
- Huyện Cờ Đỏ có 56.613,97 ha diện tích tự nhiên và 249.306 nhân khẩu; có 23 đơn vị hành chính cấp xã trực thuộc, bao gồm 2 thị trấn: Cờ Đỏ, Thới Lai và 21 xã: Định Môn, Đông Bình, Đông Hiệp, Đông Thắng, Đông Thuận, Tân Thạnh, Thạnh Phú, Thới Đông, Thới Hưng, Thới Tân, Thới Thạnh, Thới Xuân, Trung An, Trung Hưng, Trung Thạnh, Trường Thành, Trường Thắng, Trường Xuân, Trường Xuân A, Trường Xuân B, Xuân Thắng.
- Xã Thới Thuận còn lại 1.803,15 ha diện tích tự nhiên và 30.268 nhân khẩu.
- Xã Trung Nhứt còn lại 1.679,94 ha diện tích tự nhiên và 18.085 nhân khẩu.
- Phần còn lại 186 ha diện tích tự nhiên và 2.755 nhân khẩu của xã Trung An sẽ được điều chỉnh để thành lập phường thuộc quận Thốt Nốt.
- Huyện Thốt Nốt có 11.780,74 ha diện tích tự nhiên và 160.580 nhân khẩu; có 7 đơn vị hành chính cấp xã trực thuộc, bao gồm thị trấn Thốt Nốt và 6 xã: Tân Hưng, Tân Lộc, Thới Thuận, Thuận Hưng, Trung Kiên, Trung Nhứt.
- Xã Thạnh Thắng còn lại 2.327,02 ha diện tích tự nhiên và 7.124 nhân khẩu.
- Xã Thạnh Lộc có 3.593,13 ha diện tích tự nhiên và 15.148 nhân khẩu.
- Xã Thạnh Lợi có 4.323,81 ha diện tích tự nhiên và 10.472 nhân khẩu.
- Xã Vĩnh Bình có 1.953,51 ha diện tích tự nhiên và 7.229 nhân khẩu.
- Huyện Vĩnh Thạnh có 29.759,06 ha diện tích tự nhiên và 117.930 nhân khẩu; có 11 đơn vị hành chính cấp xã trực thuộc, bao gồm 2 thị trấn: Thạnh An, Vĩnh Thạnh và 9 xã: Thạnh An, Thạnh Lộc, Thạnh Lợi, Thạnh Mỹ, Thạnh Quới, Thạnh Thắng, Thạnh Tiến, Vĩnh Bình, Vĩnh Trinh.

2. Thành lập quận Thốt Nốt thuộc thành phố Cần Thơ và các phường trực thuộc:
- Thành lập quận Thốt Nốt trên cơ sở toàn bộ 11.780,74 ha diện tích tự nhiên và 160.580 nhân khẩu của huyện Thốt Nốt (bao gồm toàn bộ diện tích tự nhiên và nhân khẩu của thị trấn Thốt Nốt và 6 xã: Tân Hưng, Tân Lộc, Thới Thuận, Thuận Hưng, Trung Kiên, Trung Nhứt).
- Thành lập phường Tân Hưng trên cơ sở toàn bộ 1.466,25 ha diện tích tự nhiên và 9.216 nhân khẩu của xã Tân Hưng.
- Thành lập phường Tân Lộc trên cơ sở toàn bộ 3.268,16 ha diện tích tự nhiên và 30.595 nhân khẩu của xã Tân Lộc.
- Thành lập phường Thạnh Hòa trên cơ sở điều chỉnh 556,64 diện tích tự nhiên và 5.377 nhân khẩu của xã Trung Nhứt; 186 ha diện tích tự nhiên và 2.755 nhân khẩu còn lại của xã Trung An.
- Thành lập phường Thốt Nốt trên cơ sở toàn bộ 575,48 ha diện tích tự nhiên và 23.266 nhân khẩu của thị trấn Thốt Nốt.
- Thành lập phường Thới Thuận trên cơ sở điều chỉnh 1.026,06 ha diện tích tự nhiên và 16.296 nhân khẩu của xã Thới Thuận.
- Thành lập phường Thuận An trên cơ sở 777,09 ha diện tích tự nhiên và 13.972 nhân khẩu còn lại của xã Thới Thuận.
- Thành lập phường Thuận Hưng trên cơ sở toàn bộ 1.385,39 ha diện tích tự nhiên và 18.290 nhân khẩu của xã Thuận Hưng.
- Thành lập phường Trung Kiên trên cơ sở toàn bộ 1.416,37 ha diện tích tự nhiên và 28.105 nhân khẩu của xã Trung Kiên.
- Thành lập phường Trung Nhứt trên cơ sở 1.123,30 ha diện tích tự nhiên và 12.708 nhân khẩu còn lại của xã Trung Nhứt.

3. Thành lập huyện Thới Lai thuộc thành phố Cần Thơ:
- Thành lập huyện Thới Lai trên cơ sở điều chỉnh 25.566,30 ha diện tích tự nhiên và 126.842 nhân khẩu của huyện Cờ Đỏ (bao gồm toàn bộ diện tích tự nhiên và nhân khẩu của 13 đơn vị hành chính trực thuộc, bao gồm thị trấn Thới Lai và 12 xã: Định Môn, Đông Bình, Đông Thuận, Tân Thạnh, Thới Tân, Thới Thạnh, Trường Thành, Trường Thắng, Trường Xuân, Trường Xuân A, Trường Xuân B, Xuân Thắng).
- Huyện Thới Lai có 25.566,30 ha diện tích tự nhiên và 126.842 nhân khẩu, có 13 đơn vị hành chính trực thuộc, bao gồm thị trấn Thới Lai và 12 xã: Định Môn, Đông Bình, Đông Thuận, Tân Thạnh, Thới Tân, Thới Thạnh, Trường Thành, Trường Thắng, Trường Xuân, Trường Xuân A, Trường Xuân B, Xuân Thắng.

Sau khi điều chỉnh địa giới hành chính:
- Quận Thốt Nốt có 11.780,74 ha diện tích tự nhiên và 160.580 nhân khẩu, có 9 đơn vị hành chính cấp xã trực thuộc, bao gồm 9 phường: Tân Hưng, Tân Lộc, Thạnh Hòa, Thốt Nốt, Thới Thuận, Thuận An, Thuận Hưng, Trung Kiên, Trung Nhứt.
- Huyện Cờ Đỏ còn lại 31.047,67 ha diện tích tự nhiên và 122.464 nhân khẩu; có 10 đơn vị hành chính cấp xã trực thuộc, bao gồm thị trấn Cờ Đỏ và 9 xã: Đông Hiệp, Đông Thắng, Thạnh Phú, Thới Đông, Thới Hưng, Thới Xuân, Trung An, Trung Hưng, Trung Thạnh.
- Huyện Thới Lai có 25.566,30 ha diện tích tự nhiên và 126.842 nhân khẩu; có 12 đơn vị hành chính trực thuộc, bao gồm thị trấn Thới Lai và 12 xã: Định Môn, Đông Bình, Đông Thuận, Tân Thạnh, Thới Tân, Thới Thạnh, Trường Thành, Trường Thắng, Trường Xuân, Trường Xuân A, Trường Xuân B, Xuân Thắng.

Thành phố Cần Thơ có 140.161,60 ha diện tích tự nhiên và 1.147.067 nhân khẩu; có 9 đơn vị hành chính cấp huyện trực thuộc, bao gồm 5 quận: Bình Thủy, Cái Răng, Ninh Kiều, Ô Môn, Thốt Nốt và 4 huyện: Cờ Đỏ, Phong Điền, Thới Lai, Vĩnh Thạnh.

#### Ngày 11 tháng 2 năm 2020, Ủy ban Thường vụ Quốc hội ban hành Nghị quyết số 893/NQ-UBTVQH14[146]về việc sắp xếp các đơn vị hành chính cấp xã thuộc thành phốCần Thơgiai đoạn 2019–2021 (nghị quyết có hiệu lực từ ngày 1 tháng 3 năm 2020). Theo đó:
Sắp xếp các đơn vị hành chính cấp xã thuộc quận Ninh Kiều:
- Sáp nhập toàn bộ 0,34 km² diện tích tự nhiên, quy mô dân số là 6.464 người của phường An Hội và toàn bộ 0,47 km² diện tích tự nhiên, quy mô dân số là 10.257 người của phường An Lạc vào phường Tân An.
- Sau khi nhập, phường Tân An có 1,37 km² diện tích tự nhiên và quy mô dân số là 21.924 người.
- Sau khi sắp xếp, quận Ninh Kiều có 11 phường.

Thành phố Cần Thơ có 9 đơn vị hành chính cấp huyện, bao gồm 5 quận và 4 huyện với 83 đơn vị hành chính cấp xã, bao gồm 36 xã, 42 phường và 5 thị trấn.

#### Ngày 28 tháng 9 năm 2024, Ủy ban Thường vụ Quốc hội ban hành Nghị quyết số 1192/NQ-UBTVQH15[147]về việc sắp xếp đơn vị hành chính cấp xã của thành phốCần Thơgiai đoạn 2023–2025 (nghị quyết có hiệu lực từ ngày 1 tháng 11 năm 2024). Theo đó:
Sắp xếp các đơn vị hành chính cấp xã thuộc quận Ninh Kiều:
- Sáp nhập toàn bộ 0,50 km² diện tích tự nhiên, quy mô dân số là 10.851 người của phường An Phú, toàn bộ diện tích tự nhiên là 0,35 km², quy mô dân số là 7.635 người của phường An Nghiệp và toàn bộ 0,61 km² diện tích tự nhiên, quy mô dân số là 23.313 người của phường An Cư vào phường Thới Bình.
- Sau khi nhập, phường Thới Bình có 1,99 km² diên tích tự nhiên và quy mô dân số là 56.364 người.
- Sau khi sắp xếp, quận Ninh Kiều có 8 phường.

Thành phố Cần Thơ có 9 đơn vị hành chính cấp huyện trực thuộc, bao gồm 5 quận: Bình Thủy, Cái Răng, Ninh Kiều, Ô Môn, Thốt Nốt và 4 huyện: Cờ Đỏ, Phong Điền, Thới Lai, Vĩnh Thạnh; 80 đơn vị hành chính cấp xã, bao gồm 36 xã, 39 phường và 5 thị trấn.

### Thời kỳ 2025 - nay
Sắp xếp đơn vị hành chính cấp tỉnh, cấp xã, thực hiện chính quyền 2 cấp

#### Ngày 12 tháng 6 năm 2025, Quốc hội ban hành Nghị quyết số 202/2025/QH15[148]về việc sắp xếp đơn vị hành chính cấp tỉnh (nghị quyết có hiệu lực từ ngày 12 tháng 6 năm 2025). Theo đó:
- Sáp nhập tỉnh Hậu Giang và tỉnh Sóc Trăng vào thành phố Cần Thơ.
- Sau khi sáp nhập, thành phố Cần Thơ có 6.360,83 km² diện tích tự nhiên và quy mô dân số là 4.199.824 người.

#### Ủy ban Thường vụ Quốc hội ban hành Nghị quyết số 1668/NQ-UBTVQH15[150]về việc sắp xếp các đơn vị hành chính cấp xã của thành phố Cần Thơ năm 2025 (nghị quyết có hiệu lực từ ngày 16 tháng 6 năm 2025). Theo đó:
- Thành lập phường Ninh Kiều trên cơ sở toàn bộ phường Tân An, phường Thới Bình và phường Xuân Khánh thuộc quận Ninh Kiều.
- Thành lập phường Cái Khế trên cơ sở toàn bộ phường An Hòa, phường Cái Khế thuộc quận Ninh Kiều và một phần phường Bùi Hữu Nghĩa thuộc quận Bình Thủy.
- Thành lập phường Tân An trên cơ sở toàn bộ phường An Khánh và phường Hưng Lợi thuộc quận Ninh Kiều.
- Thành lập phường An Bình trên cơ sở toàn bộ phường An Bình thuộc quận Ninh Kiều, toàn bộ xã Mỹ Khánh thuộc huyện Phong Điền và một phần phường Long Tuyền thuộc quận Bình Thủy.
- Thành lập phường Thới An Đông trên cơ sở toàn bộ phường Trà An, phường Trà Nóc và phường Thới An Đông thuộc quận Bình Thủy.
- Thành lập phường Bình Thủy trên cơ sở toàn bộ phường An Thới, phường Bình Thủy và phần còn lại phường Bùi Hữu Nghĩa thuộc quận Bình Thủy.
- Thành lập phường Long Tuyền trên cơ sở toàn bộ phường Long Hòa và phần còn lại phường Long Tuyền thuộc quận Bình Thủy.
- Thành lập phường Cái Răng trên cơ sở toàn bộ phường Lê Bình, phường Thường Thạnh, phường Ba Láng và phường Hưng Thạnh thuộc quận Cái Răng.
- Thành lập phường Hưng Phú trên cơ sở toàn bộ phường Tân Phú, phường Phú Thứ và phường Hưng Phú thuộc quận Cái Răng.
- Thành lập phường Ô Môn trên cơ sở toàn bộ phường Châu Văn Liêm, phường Thới Hòa, phường Thới An thuộc quận Ô Môn và toàn bộ xã Thới Thạnh thuộc huyện Thới Lai.
- Thành lập phường Phước Thới trên cơ sở toàn bộ phường Trường Lạc và phường Phước Thới thuộc quận Ô Môn.
- Thành lập phường Thới Long trên cơ sở toàn bộ phường Long Hưng, phường Thới Long thuộc quận Ô Môn và toàn bộ phường Tân Hưng thuộc quận Thốt Nốt.
- Thành lập phường Trung Nhứt trên cơ sở toàn bộ phường Thạnh Hòa, phường Trung Nhứt thuộc quận Thốt Nốt và toàn bộ xã Trung An thuộc huyện Cờ Đỏ.
- Thành lập phường Thuận Hưng trên cơ sở toàn bộ phường Trung Kiên, phường Thuận Hưng và một phần phường Thốt Nốt thuộc quận Thốt Nốt.
- Thành lập phường Thốt Nốt trên cơ sở toàn bộ phường Thuận An, phường Thới Thuận và phần còn lại của phường Thốt Nốt thuộc quận Thốt Nốt.
- Thành lập phường Vị Thanh trên cơ sở toàn bộ Phường I, Phường III và Phường VII thuộc thành phố Vị Thanh.
- Thành lập phường Vị Tân trên cơ sở toàn bộ Phường IV, Phường V và xã Vị Tân thuộc thành phố Vị Thanh.
- Thành lập phường Long Bình trên cơ sở toàn bộ phường Bình Thạnh, phường Vĩnh Tường và xã Long Bình thuộc thị xã Long Mỹ.
- Thành lập phường Long Mỹ trên cơ sở toàn bộ phường Thuận An, xã Long Trị và xã Long Trị A thuộc thị xã Long Mỹ.
- Thành lập phường Long Phú 1 trên cơ sở toàn bộ phường Trà Lồng, xã Tân Phú và xã Long Phú thuộc thị xã Long Mỹ.
- Thành lập phường Đại Thành trên cơ sở toàn bộ phường Hiệp Lợi, xã Tân Thành và xã Đại Thành thuộc thành phố Ngã Bảy.
- Thành lập phường Ngã Bảy trên cơ sở toàn bộ phường Lái Hiếu, phường Hiệp Thành và phường Ngã Bảy thuộc thành phố Ngã Bảy.
- Thành lập phường Phú Lợi trên cơ sở toàn bộ Phường 1, Phường 2, Phường 3 và Phường 4 thuộc thành phố Sóc Trăng.
- Thành lập phường Sóc Trăng trên cơ sở toàn bộ Phường 5, Phường 6, Phường 7 và Phường 8 thuộc thành phố Sóc Trăng.
- Thành lập phường Mỹ Xuyên trên cơ sở toàn bộ Phường 10 thuộc thành phố Sóc Trăng và toàn bộ thị trấn Mỹ Xuyên, xã Đại Tâm thuộc huyện Mỹ Xuyên.
- Thành lập phường Vĩnh Phước trên cơ sở toàn bộ phường Vĩnh Phước và xã Vĩnh Tân thuộc thị xã Vĩnh Châu.
- Thành lập phường Vĩnh Châu trên cơ sở toàn bộ Phường 1, Phường 2 và xã Lạc Hòa thuộc thị xã Vĩnh Châu.
- Thành lập phường Khánh Hòa trên cơ sở toàn bộ phường Khánh Hòa, xã Vĩnh Hiệp và xã Hòa Đông thuộc thị xã Vĩnh Châu.
- Thành lập phường Ngã Năm trên cơ sở toàn bộ Phường 1, Phường 2 và xã Vĩnh Quới thuộc thị xã Ngã Năm.
- Thành lập phường Mỹ Quới trên cơ sở toàn bộ Phường 3, xã Mỹ Bình và xã Mỹ Quới thuộc thị xã Ngã Năm.
- Thành lập xã Phong Điền trên cơ sở toàn bộ thị trấn Phong Điền, xã Tân Thới và xã Giai Xuân thuộc huyện Phong Điền.
- Thành lập xã Nhơn Ái trên cơ sở toàn bộ xã Nhơn Nghĩa và xã Nhơn Ái thuộc huyện Phong Điền.
- Thành lập xã Thới Lai trên cơ sở toàn bộ thị trấn Thới Lai, xã Thới Tân và xã Trường Thắng thuộc huyện Thới Lai.
- Thành lập xã Đông Thuận trên cơ sở toàn bộ xã Đông Bình và xã Đông Thuận thuộc huyện Thới Lai.
- Thành lập xã Trường Xuân trên cơ sở toàn bộ xã Trường Xuân A, xã Trường Xuân B và xã Trường Xuân thuộc huyện Thới Lai.
- Thành lập xã Trường Thành trên cơ sở toàn bộ xã Tân Thạnh, xã Định Môn và xã Trường Thành thuộc huyện Thới Lai.
- Thành lập xã Cờ Đỏ trên cơ sở toàn bộ thị trấn Cờ Đỏ, xã Thới Đông và xã Thới Xuân thuộc huyện Cờ Đỏ.
- Thành lập xã Đông Hiệp trên cơ sở toàn bộ xã Đông Thắng, xã Xuân Thắng và xã Đông Hiệp thuộc huyện Cờ Đỏ.
- Thành lập xã Trung Hưng trên cơ sở toàn bộ xã Trung Thạnh và xã Trung Hưng thuộc huyện Cờ Đỏ.
- Thành lập xã Vĩnh Thạnh trên cơ sở toàn bộ thị trấn Vĩnh Thạnh, xã Thạnh Lộc và xã Thạnh Mỹ thuộc huyện Vĩnh Thạnh.
- Thành lập xã Vĩnh Trinh trên cơ sở toàn bộ xã Vĩnh Bình và xã Vĩnh Trinh thuộc huyện Vĩnh Thạnh.
- Thành lập xã Thạnh An trên cơ sở toàn bộ thị trấn Thạnh An, xã Thạnh Lợi và xã Thạnh Thắng thuộc huyện Vĩnh Thạnh.
- Thành lập xã Thạnh Quới trên cơ sở toàn bộ xã Thạnh Tiến, xã Thạnh An và xã Thạnh Quới thuộc huyện Vĩnh Thạnh.
- Thành lập xã Hỏa Lựu trên cơ sở toàn bộ xã Tân Tiến, xã Hỏa Tiến và xã Hỏa Lựu thuộc thành phố Vị Thanh.
- Thành lập xã Vị Thủy trên cơ sở toàn bộ thị trấn Nàng Mau, xã Vị Thắng và xã Vị Trung thuộc huyện Vị Thủy.
- Thành lập xã Vĩnh Thuận Đông trên cơ sở toàn bộ xã Vĩnh Thuận Tây, xã Vị Thủy và xã Vĩnh Thuận Đông thuộc huyện Vị Thủy.
- Thành lập xã Vị Thanh 1 trên cơ sở toàn bộ xã Vị Đông, xã Vị Bình và xã Vị Thanh thuộc huyện Vị Thủy.
- Thành lập xã Vĩnh Tường trên cơ sở toàn bộ xã Vĩnh Trung và xã Vĩnh Tường thuộc huyện Vị Thủy.
- Thành lập xã Vĩnh Viễn trên cơ sở toàn bộ thị trấn Vĩnh Viễn và xã Vĩnh Viễn A thuộc huyện Long Mỹ.
- Thành lập xã Xà Phiên trên cơ sở toàn bộ xã Thuận Hòa, xã Thuận Hưng và xã Xà Phiên thuộc huyện Long Mỹ.
- Thành lập xã Lương Tâm trên cơ sở toàn bộ xã Lương Nghĩa và xã Lương Tâm thuộc huyện Long Mỹ.
- Thành lập xã Thạnh Xuân trên cơ sở toàn bộ thị trấn Rạch Gòi, xã Tân Phú Thạnh và xã Thạnh Xuân thuộc huyện Châu Thành A.
- Thành lập xã Tân Hòa trên cơ sở toàn bộ thị trấn Một Ngàn, thị trấn Bảy Ngàn, xã Nhơn Nghĩa A và xã Tân Hòa thuộc huyện Châu Thành A.
- Thành lập xã Trường Long Tây trên cơ sở toàn bộ xã Trường Long A và xã Trường Long Tây thuộc huyện Châu Thành A.
- Thành lập xã Châu Thành trên cơ sở toàn bộ thị trấn Mái Dầm, thị trấn Ngã Sáu và xã Đông Phú thuộc huyện Châu Thành, tỉnh Hậu Giang.
- Thành lập xã Đông Phước trên cơ sở toàn bộ thị trấn Cái Tắc thuộc huyện Châu Thành A và toàn bộ xã Đông Thạnh, xã Đông Phước A thuộc huyện Châu Thành, tỉnh Hậu Giang.
- Thành lập xã Phú Hữu trên cơ sở toàn bộ xã Phú Tân, xã Đông Phước và xã Phú Hữu thuộc huyện Châu Thành, tỉnh Hậu Giang.
- Thành lập xã Tân Bình trên cơ sở toàn bộ xã Bình Thành và xã Tân Bình thuộc huyện Phụng Hiệp.
- Thành lập xã Hòa An trên cơ sở toàn bộ thị trấn Kinh Cùng và xã Hòa An thuộc huyện Phụng Hiệp.
- Thành lập xã Phương Bình trên cơ sở toàn bộ xã Phương Phú và xã Phương Bình thuộc huyện Phụng Hiệp.
- Thành lập xã Tân Phước Hưng trên cơ sở toàn bộ thị trấn Búng Tàu và xã Tân Phước Hưng thuộc huyện Phụng Hiệp.
- Thành lập xã Hiệp Hưng trên cơ sở toàn bộ thị trấn Cây Dương và xã Hiệp Hưng thuộc huyện Phụng Hiệp.
- Thành lập xã Phụng Hiệp trên cơ sở toàn bộ xã Hòa Mỹ và xã Phụng Hiệp thuộc huyện Phụng Hiệp.
- Thành lập xã Thạnh Hòa trên cơ sở toàn bộ xã Long Thạnh, xã Tân Long và xã Thạnh Hòa thuộc huyện Phụng Hiệp.
- Thành lập xã Hòa Tú trên cơ sở toàn bộ xã Hòa Tú 1 và xã Hòa Tú 2 thuộc huyện Mỹ Xuyên.
- Thành lập xã Gia Hòa trên cơ sở toàn bộ xã Thạnh Quới và xã Gia Hòa 2 thuộc huyện Mỹ Xuyên.
- Thành lập xã Nhu Gia trên cơ sở toàn bộ xã Thạnh Phú và xã Gia Hòa 1 thuộc huyện Mỹ Xuyên.
- Thành lập xã Ngọc Tố trên cơ sở toàn bộ xã Tham Đôn, xã Ngọc Đông và xã Ngọc Tố thuộc huyện Mỹ Xuyên.
- Thành lập xã Trường Khánh trên cơ sở toàn bộ xã Hậu Thạnh, xã Phú Hữu và xã Trường Khánh thuộc huyện Long Phú.
- Thành lập xã Đại Ngãi trên cơ sở toàn bộ thị trấn Đại Ngãi và xã Long Đức thuộc huyện Long Phú.
- Thành lập xã Tân Thạnh trên cơ sở toàn bộ xã Tân Hưng, xã Châu Khánh và xã Tân Thạnh thuộc huyện Long Phú.
- Thành lập xã Long Phú trên cơ sở toàn bộ thị trấn Long Phú và xã Long Phú thuộc huyện Long Phú.
- Thành lập xã Nhơn Mỹ trên cơ sở toàn bộ xã An Mỹ, xã Nhơn Mỹ thuộc huyện Kế Sách và toàn bộ xã Song Phụng thuộc huyện Long Phú.
- Thành lập xã An Lạc Thôn trên cơ sở toàn bộ thị trấn An Lạc Thôn, xã Xuân Hòa và xã Trinh Phú thuộc huyện Kế Sách.
- Thành lập xã Kế Sách trên cơ sở toàn bộ thị trấn Kế Sách, xã Kế An và xã Kế Thành thuộc huyện Kế Sách.
- Thành lập xã Thới An Hội trên cơ sở toàn bộ xã An Lạc Tây và xã Thới An Hội thuộc huyện Kế Sách.
- Thành lập xã Đại Hải trên cơ sở toàn bộ xã Ba Trinh và xã Đại Hải thuộc huyện Kế Sách.
- Thành lập xã Phú Tâm trên cơ sở toàn bộ thị trấn Châu Thành và xã Phú Tâm thuộc huyện Châu Thành, tỉnh Sóc Trăng.
- Thành lập xã An Ninh trên cơ sở toàn bộ xã An Hiệp và xã An Ninh thuộc huyện Châu Thành, tỉnh Sóc Trăng.
- Thành lập xã Thuận Hòa trên cơ sở toàn bộ xã Thuận Hòa và xã Phú Tân thuộc huyện Châu Thành, tỉnh Sóc Trăng.
- Thành lập xã Hồ Đắc Kiện trên cơ sở toàn bộ xã Thiện Mỹ và xã Hồ Đắc Kiện thuộc huyện Châu Thành, tỉnh Sóc Trăng.
- Thành lập xã Mỹ Tú trên cơ sở toàn bộ thị trấn Huỳnh Hữu Nghĩa, xã Mỹ Thuận và xã Mỹ Tú thuộc huyện Mỹ Tú.
- Thành lập xã Long Hưng trên cơ sở toàn bộ xã Hưng Phú và xã Long Hưng thuộc huyện Mỹ Tú.
- Thành lập xã Mỹ Hương trên cơ sở toàn bộ xã Thuận Hưng, xã Phú Mỹ và xã Mỹ Hương thuộc huyện Mỹ Tú.
- Thành lập xã Tân Long trên cơ sở toàn bộ xã Long Bình, xã Tân Long thuộc thị xã Ngã Năm và toàn bộ xã Thạnh Tân thuộc huyện Thạnh Trị.
- Thành lập xã Phú Lộc trên cơ sở toàn bộ thị trấn Hưng Lợi, thị trấn Phú Lộc và xã Thạnh Trị thuộc huyện Thạnh Trị.
- Thành lập xã Vĩnh Lợi trên cơ sở toàn bộ xã Châu Hưng, xã Vĩnh Thành và xã Vĩnh Lợi thuộc huyện Thạnh Trị.
- Thành lập xã Lâm Tân trên cơ sở toàn bộ xã Tuân Tức, xã Lâm Kiết và xã Lâm Tân thuộc huyện Thạnh Trị.
- Thành lập xã Thạnh Thới An trên cơ sở toàn bộ xã Thạnh Thới Thuận và xã Thạnh Thới An thuộc huyện Trần Đề.
- Thành lập xã Tài Văn trên cơ sở toàn bộ xã Viên An và xã Tài Văn thuộc huyện Trần Đề.
- Thành lập xã Liêu Tú trên cơ sở toàn bộ xã Viên Bình và xã Liêu Tú thuộc huyện Trần Đề.
- Thành lập xã Lịch Hội Thượng trên cơ sở toàn bộ thị trấn Lịch Hội Thượng và xã Lịch Hội Thượng thuộc huyện Trần Đề.
- Thành lập xã Trần Đề trên cơ sở toàn bộ thị trấn Trần Đề, xã Đại Ân 2 và xã Trung Bình thuộc huyện Trần Đề.
- Thành lập xã An Thạnh trên cơ sở toàn bộ thị trấn Cù Lao Dung, xã An Thạnh 1, xã An Thạnh Tây và xã An Thạnh Đông thuộc huyện Cù Lao Dung.
- Thành lập xã Cù Lao Dung trên cơ sở toàn bộ  xã An Thạnh 2, xã Đại Ân 1, xã An Thạnh 3 và xã An Thạnh Nam thuộc huyện Cù Lao Dung.
- Giữ nguyên phường Tân Lộc thuộc quận Thốt Nốt.
- Giữ nguyên xã Trường Long thuộc huyện Phong Điền.
- Giữ nguyên xã Thạnh Phú thuộc huyện Cờ Đỏ.
- Giữ nguyên xã Thới Hưng thuộc huyện Cờ Đỏ.
- Giữ nguyên xã Phong Nẫm thuộc huyện Kế Sách.
- Giữ nguyên xã Mỹ Phước thuộc huyện Mỹ Tú.
- Giữ nguyên xã Lai Hòa thuộc thị xã Vĩnh Châu.
- Giữ nguyên xã Vĩnh Hải thuộc thị xã Vĩnh Châu.

Sau sắp xếp, thành phố Cần Thơ có 103 đơn vị hành chính cấp xã, bao gồm 31 phường và 72 xã.